# Biserica fortificată din Daia, Mureș

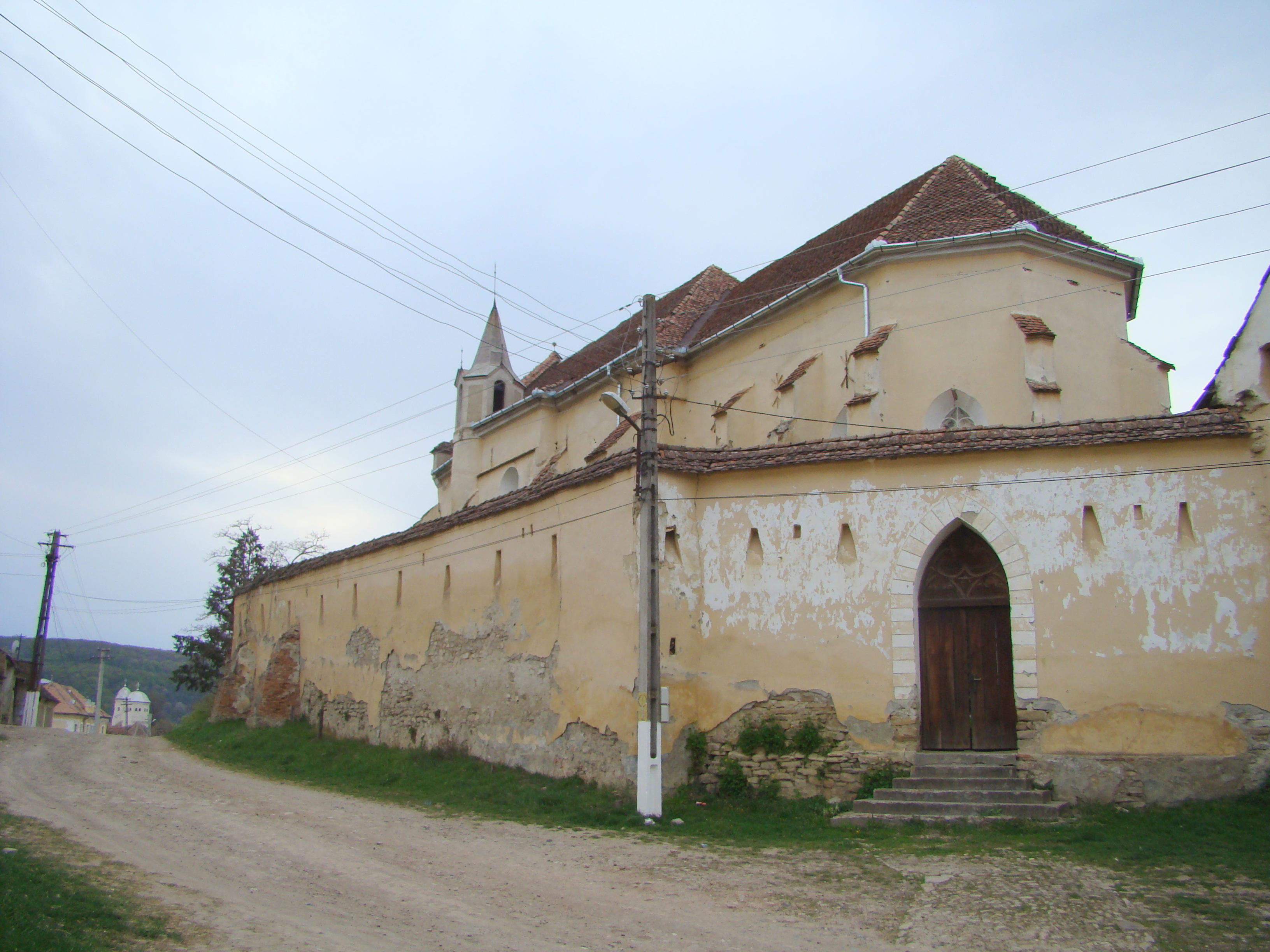
Biserica evanghelică fortificată din Daia, județul Mureș, foto: aprilie 2019.

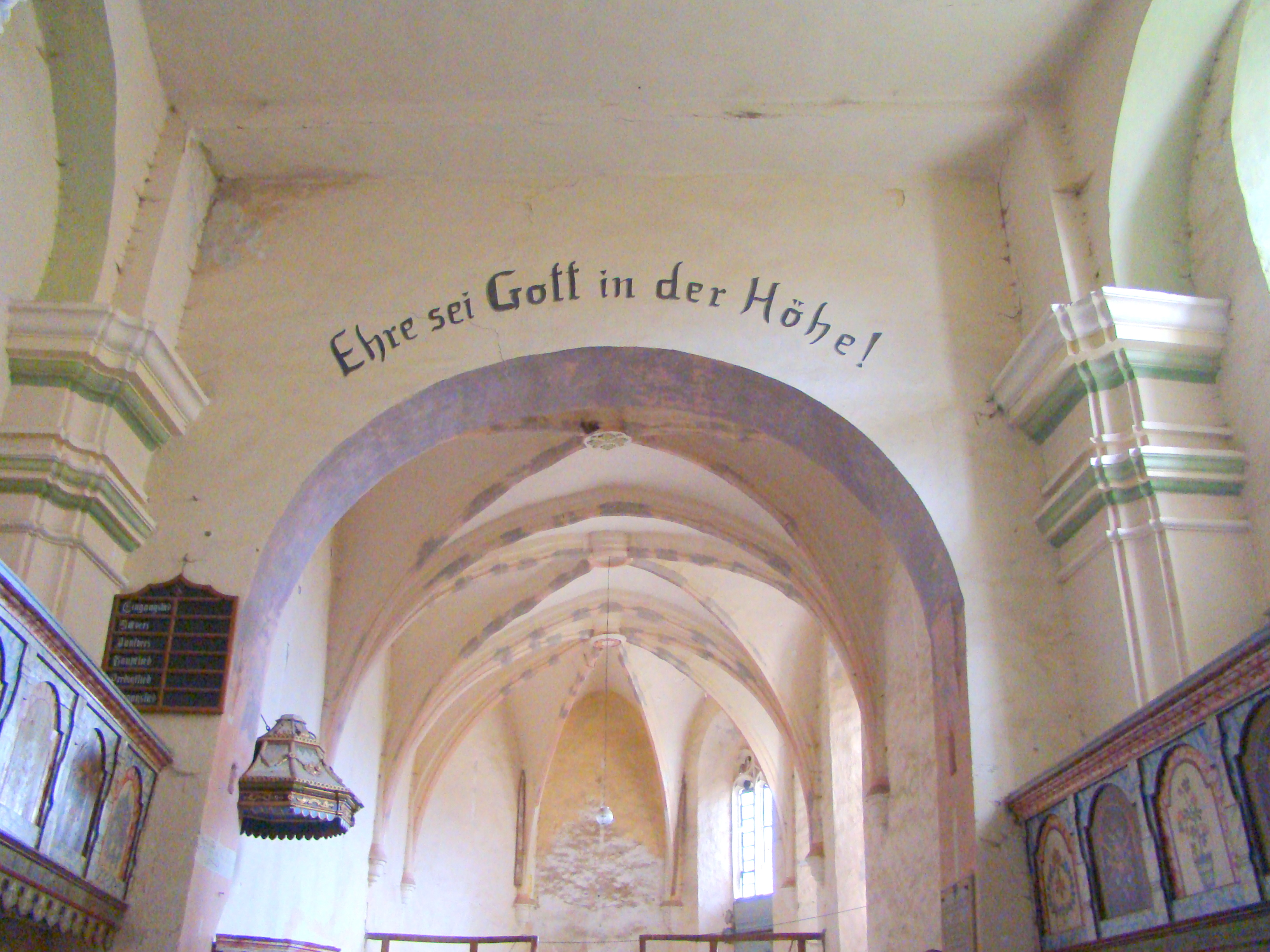
Interiorul bisericii-sală

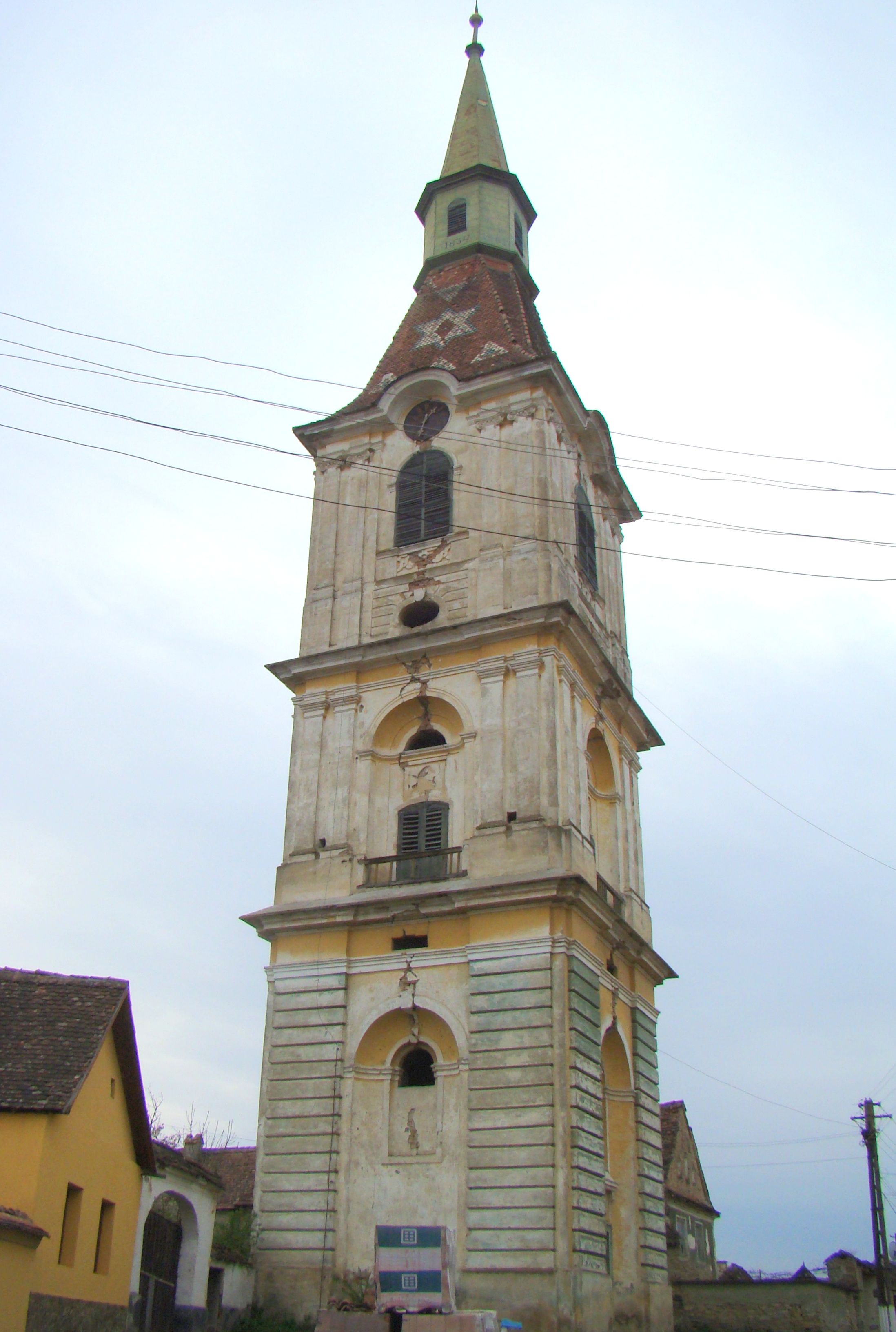
Turnul-clopotniță

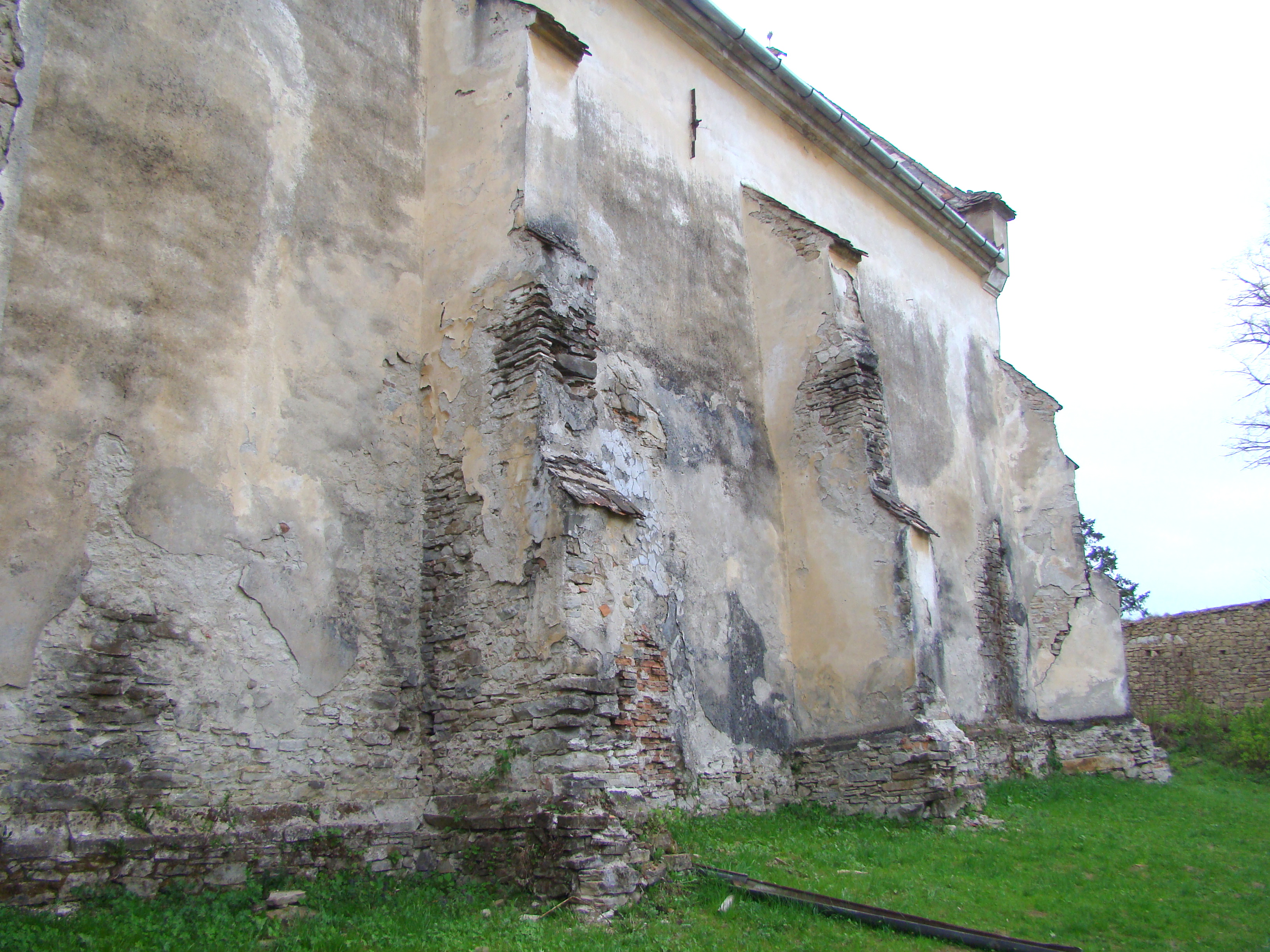
Biserica sală masivă, sprijinită de contraforturi puternice

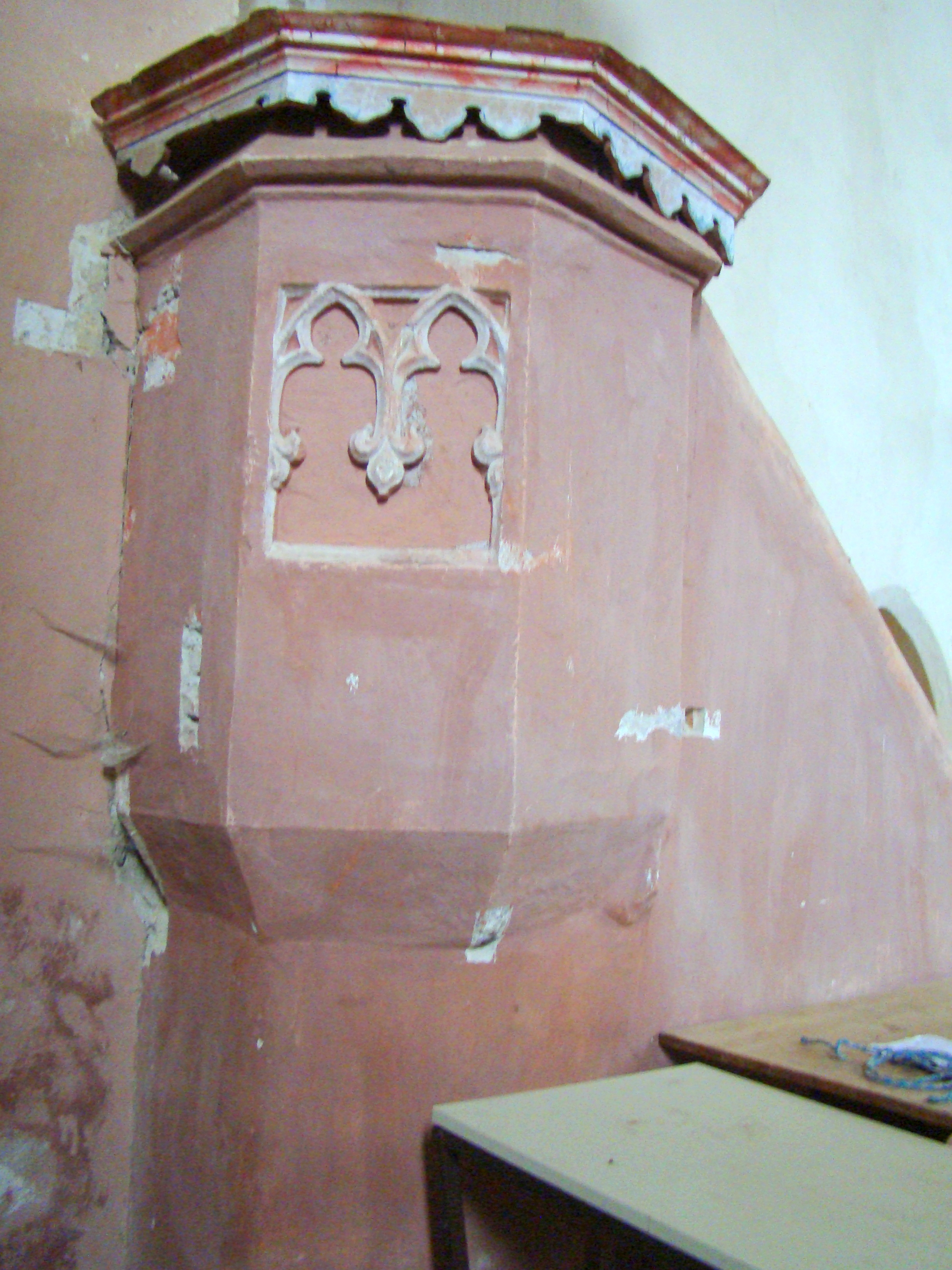
Amvonul

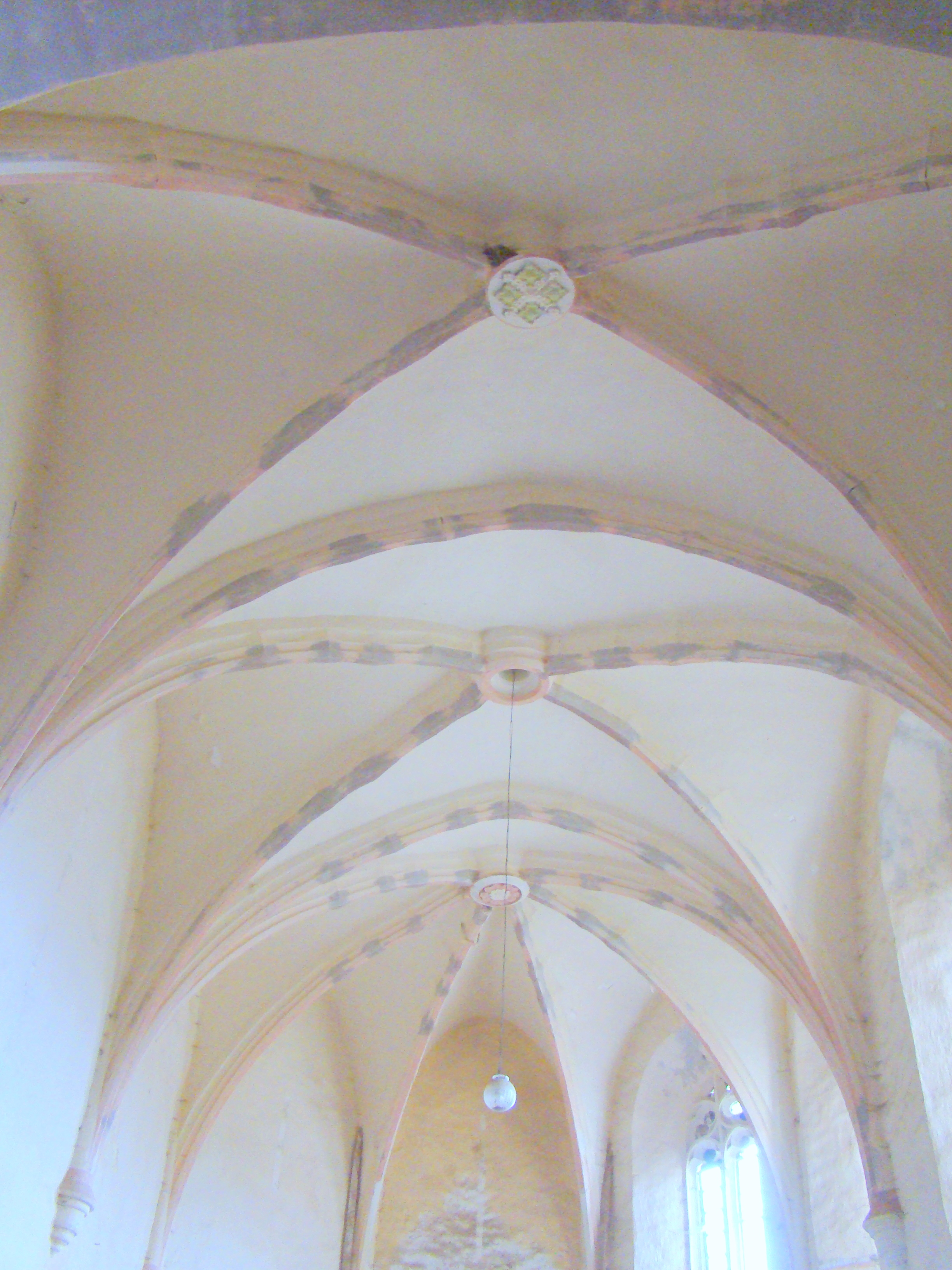
Sala bisericii a fost acoperită în 1884 cu un tavan drept, dar corul a păstrat bolta neogotică pe nervuri

Biserica evanghelică fortificată din Daia, județul Mureș, a fost construită în secolul al XV-lea și figurează pe lista monumentelor istorice 2010, cod LMI MS-II-a-A-15648.

## Localitatea
Satul Daia este atestat documentar în anul 1280. Daia Săsească (germ. Denndorf, ung. Szâszdâlya) este menționată constant în documente cu numele Dalia (1280), Dala (1289), Dalida (1309), Dalya (1322), Dulia (1345-1347), Dallendorf (1488), Dellenderf (1523), Szâsz Dallya (1733), Dallya (1760-1762), Daja (1850), iar din 1854 Dalya, Denndorf și Daia. Thomas Năgler derivă numele satului din germanul dalie, delle, cu semnificația adâncitură, datorită așezării satului într-o vale adâncă, înconjurată de dealuri.

## Biserica
Ansamblul bisericii evanghelice fortificate din satul Daia, comuna Apold, este format din biserica evanghelică, incinta fortificată și turnul clopotniță. Biserica evanghelică din Daia, cu hramul Sfânta Fecioară Maria, a fost construită pe la mijlocul secolului al XV-lea. Este de tip sală și aparține stilistic goticului târziu central-european. Edificiul inițial măsura în lungime 18,10 metri, având lățimea maximă la nivelul corului de 9,10 metri, iar lățimea la nivelul sălii propriu-zise, sub turnul de la intrare, de 7,05 metri. Turnul vestic inițial s-a prăbușit la începutul secolului următor. Absida altarului are o formă pentagonală. Starea de conservare este foarte precară. Ζidurile bisericii sunt deformate și fisurate, iar din acoperiș lipsesc țigle, fapt ce facilitează accesul apei pluviale în interior. Turnul–clopotniță (în care se mai găsesc clopotele și mecanismul ceasului) este cel mai afectat de existența unor fisuri profunde în zidăria exterioară și de o structură de rezistență degradată, fapt care a generat înclinarea edificiului.Turnul clopotniță din Daia este construit de meșterul Josef Karl Melischek, același care a lucrat la înălțarea bisericii din Șaeș. Turnul a fost construit aparte de corpul bisericii, nefiind parte integrantă construcției, de care se deosebește radical din punct de vedere stilistic. putând fi încadrat în barocul central și est-european. Pe verticală prezintă trei nivele, la care se adaugă acoperișul încheiat cu o lanternă poligonală.

## Fortificația
Biserica a fost prevăzută, probabil încă de la construirea ei, cu o incintă de apărare din piatră. Zidul are guri de tragere în ambrazură, destinate utilizării în scopuri defensive. Data terminării construcției poate fi estimată ca fiind anul 1447 la care face referire o inscripție de pe cheia de boltă a corului. Ιncinta fortificată cuprinde segmente grav degradate, care necesită intervenții urgente pentru evitarea riscurilor de prăbușire. 

## Imagini din exterior

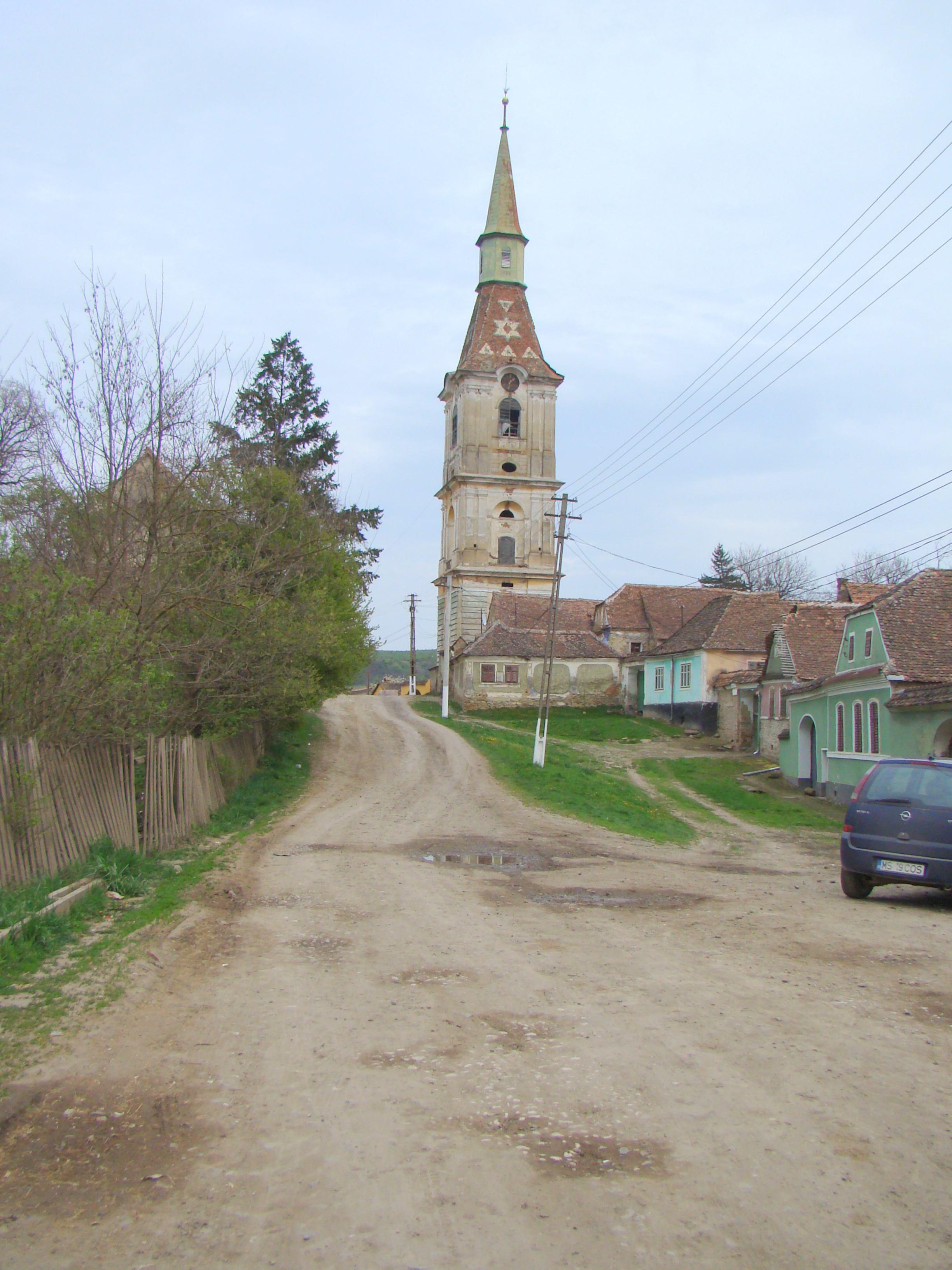
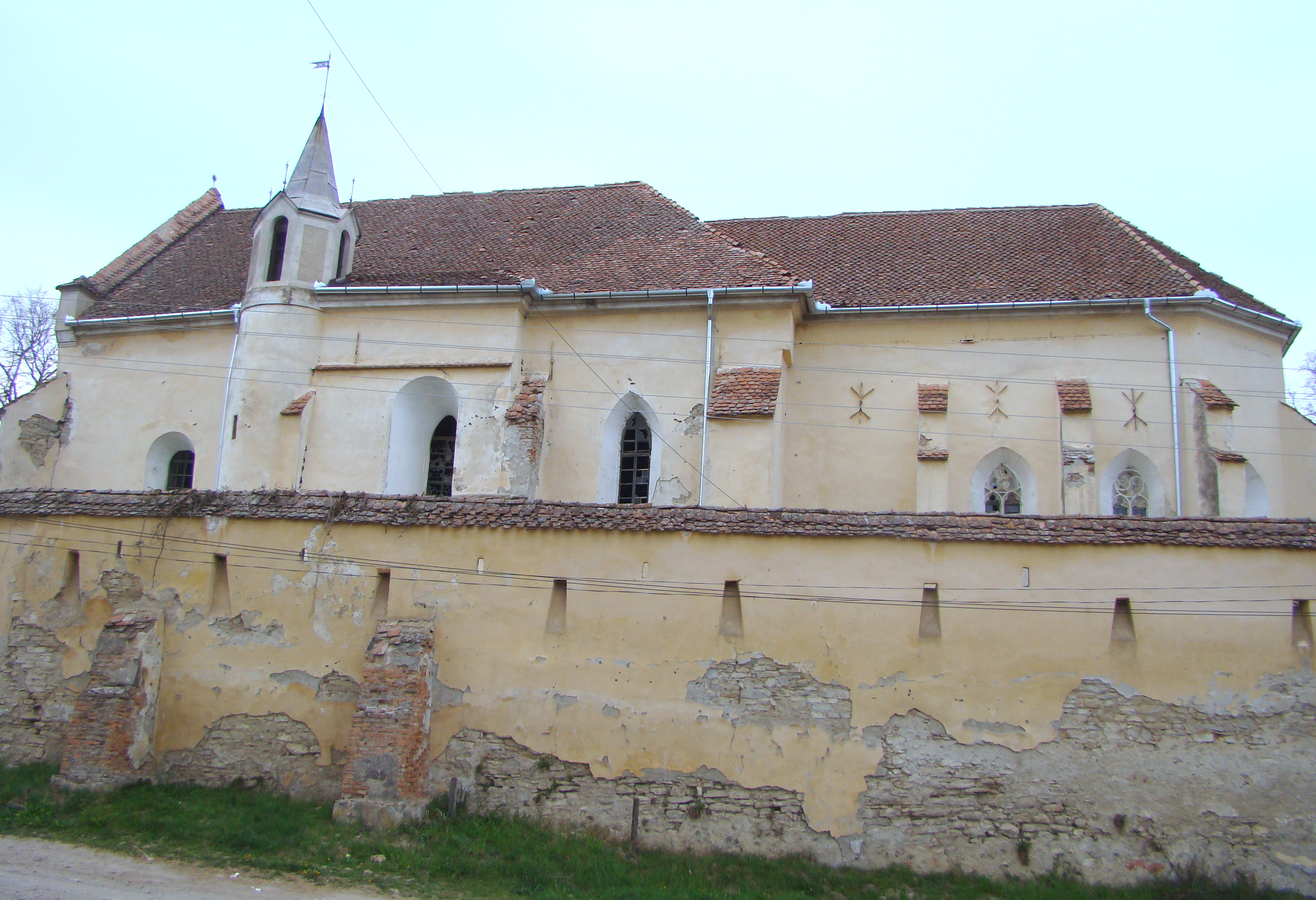
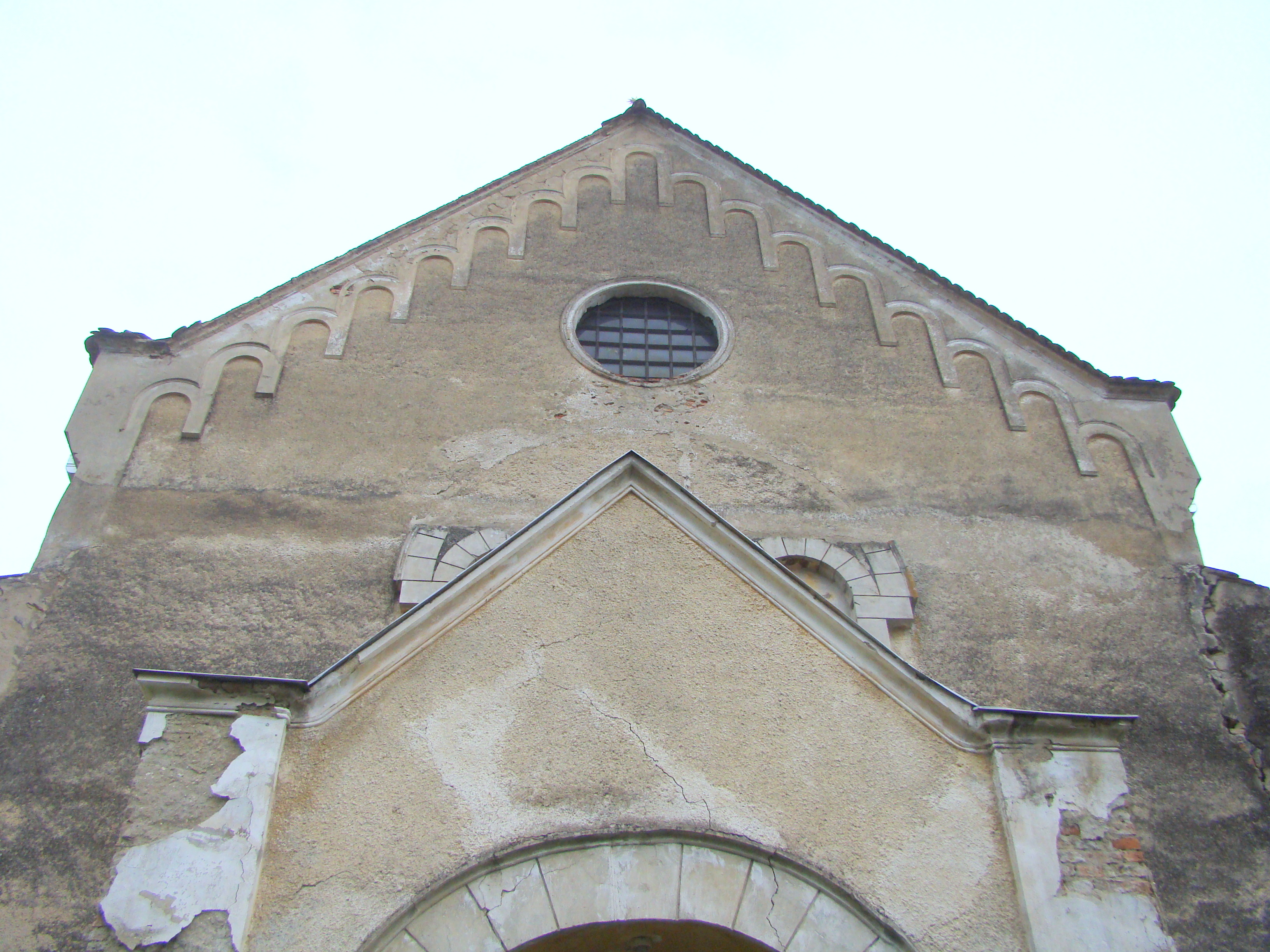
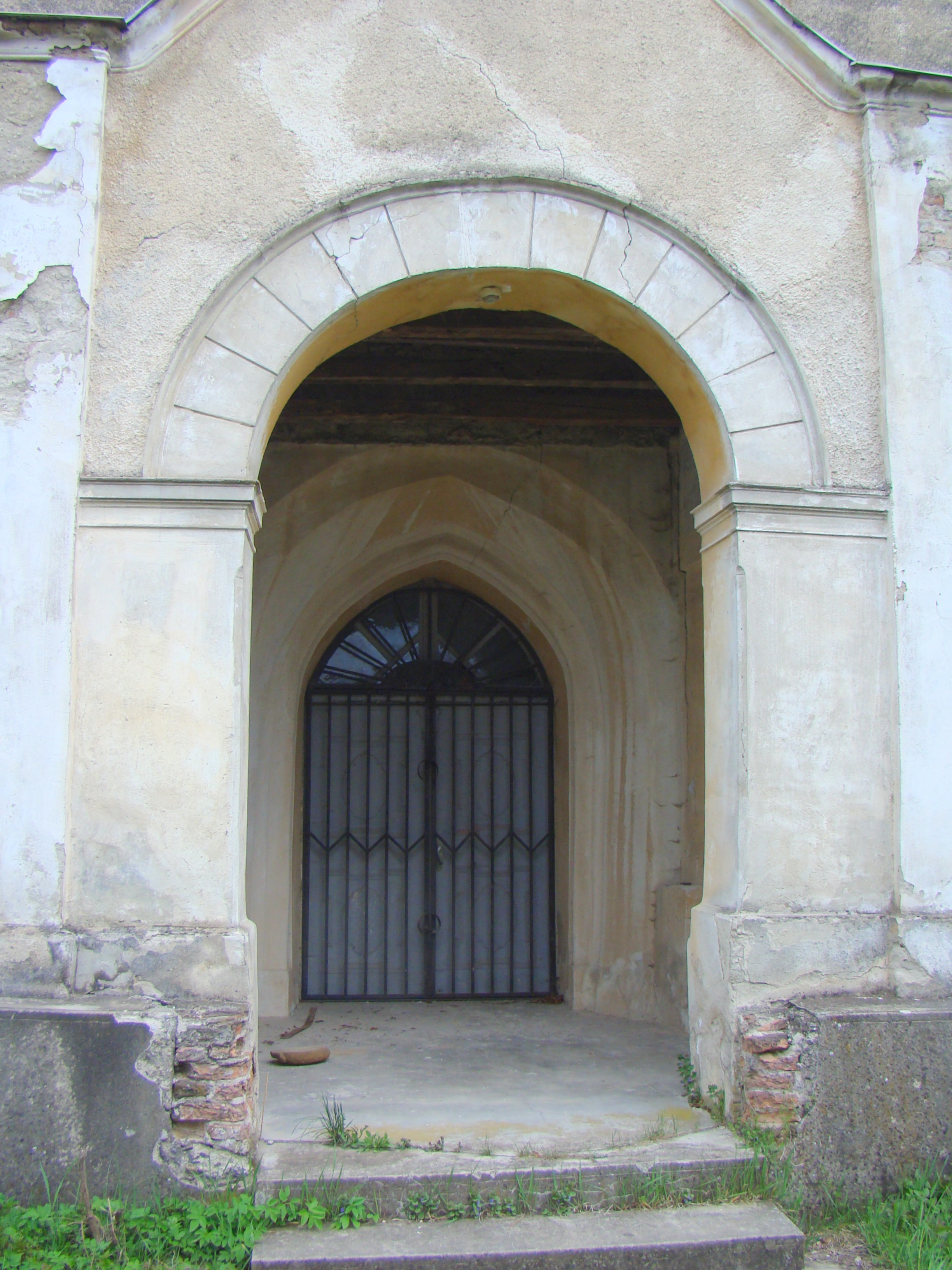
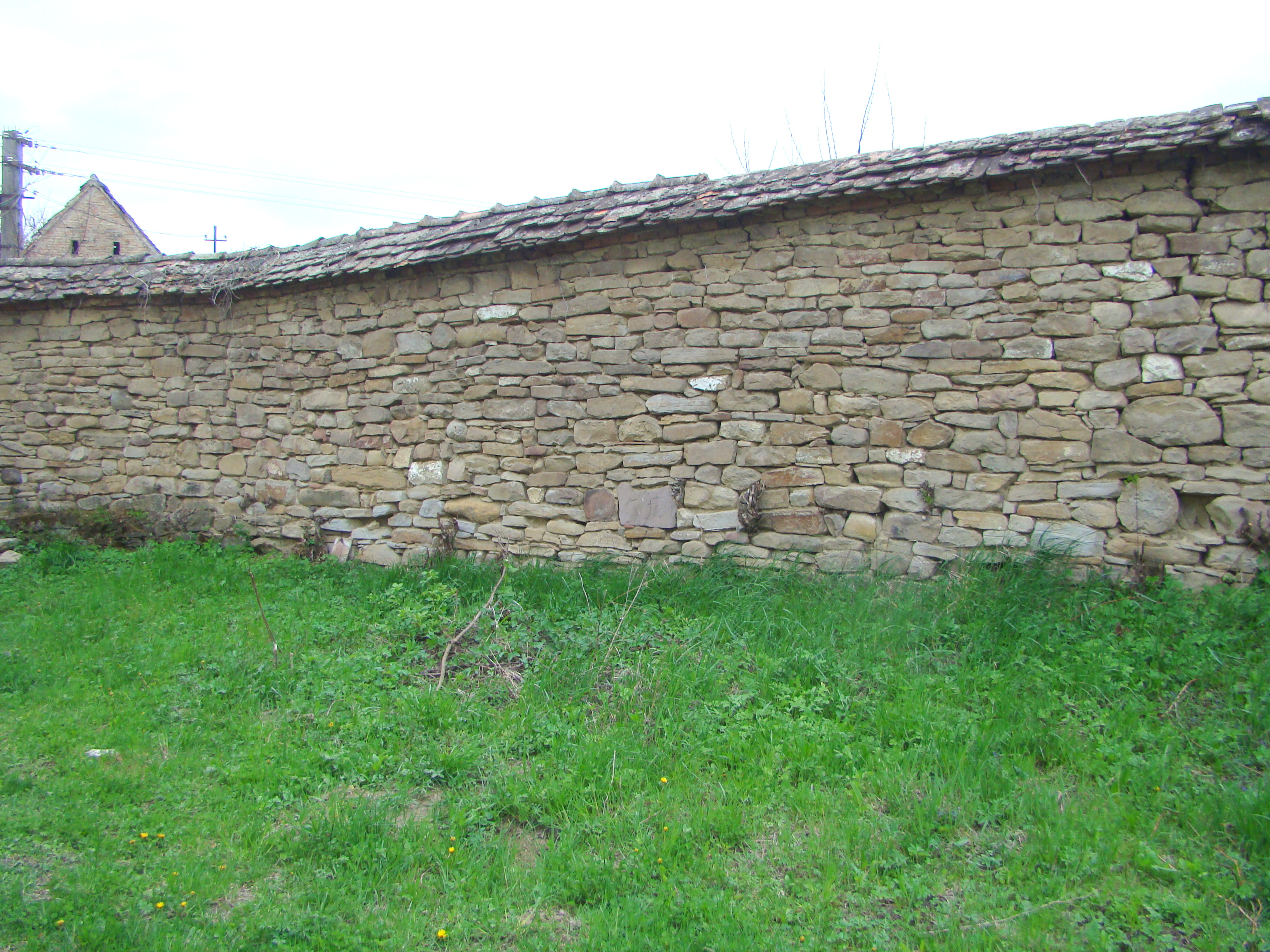
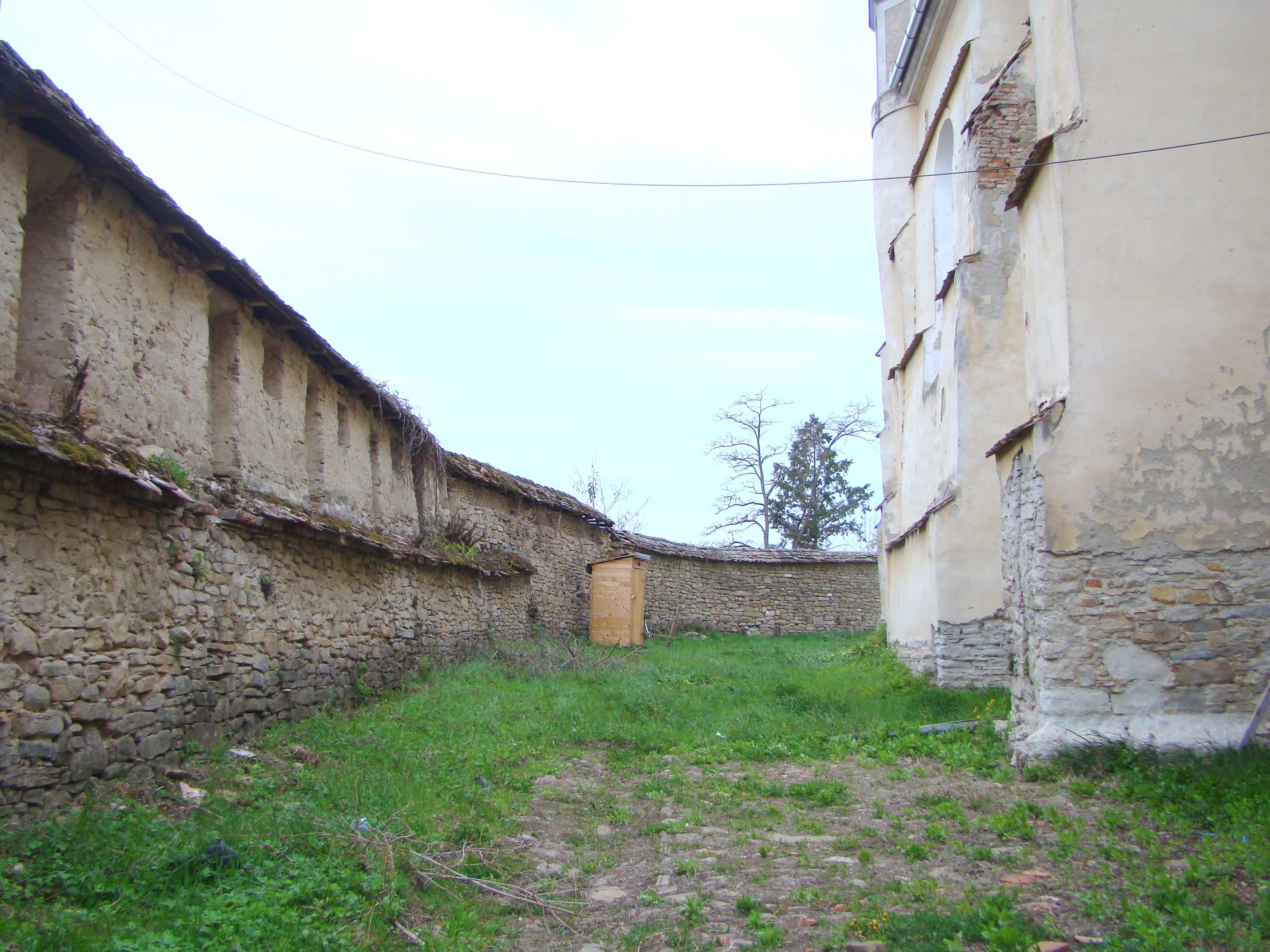
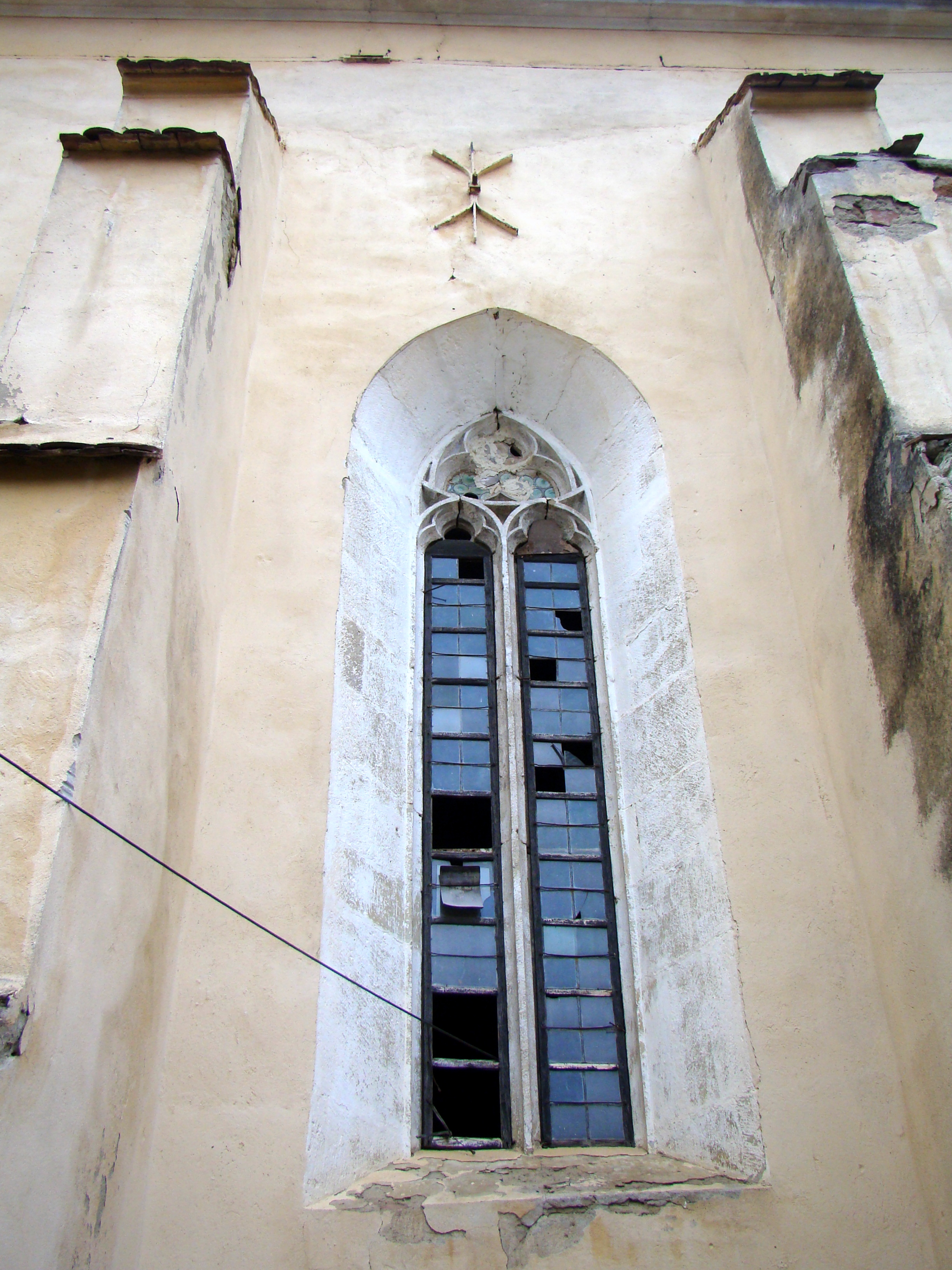
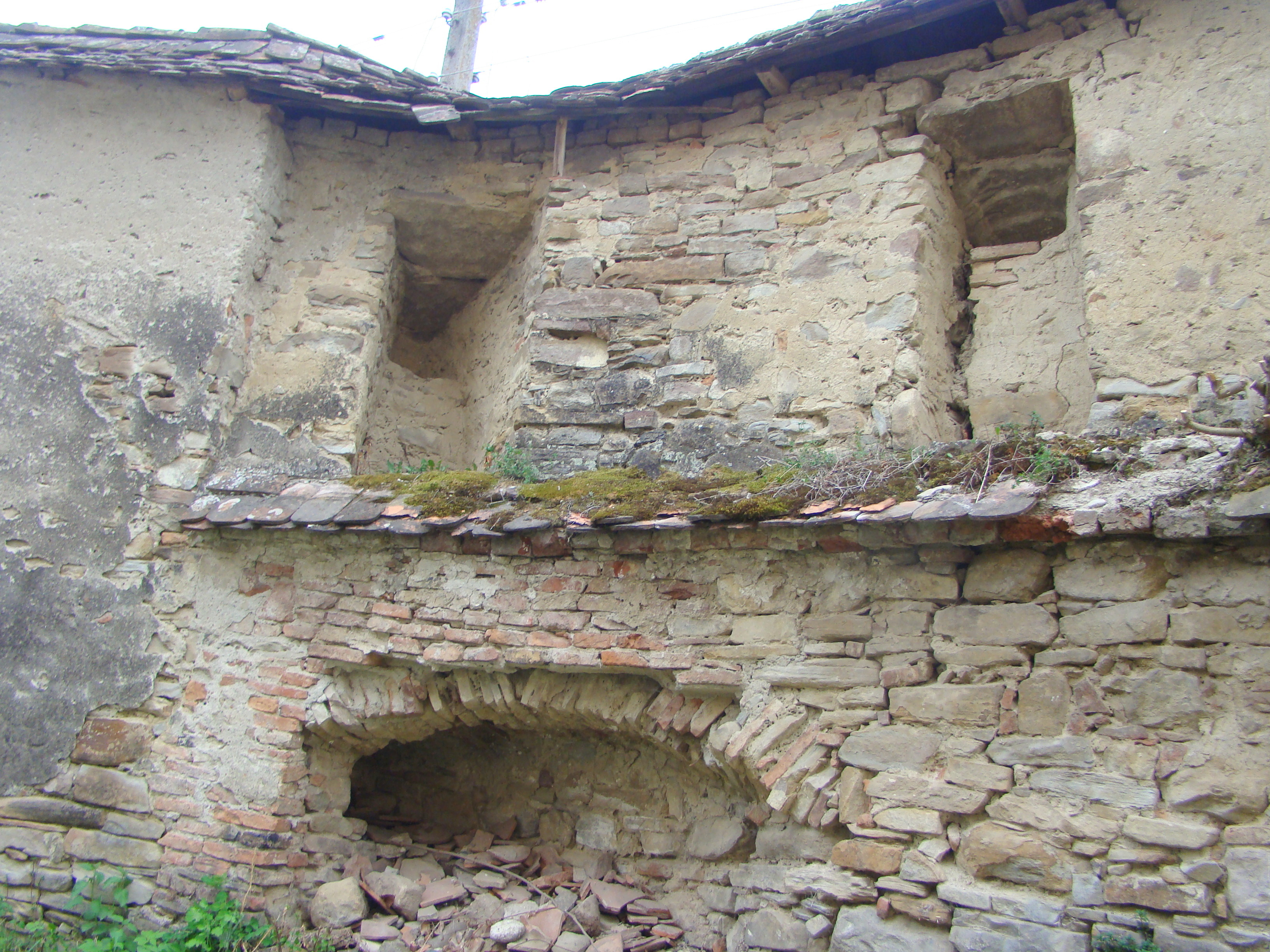
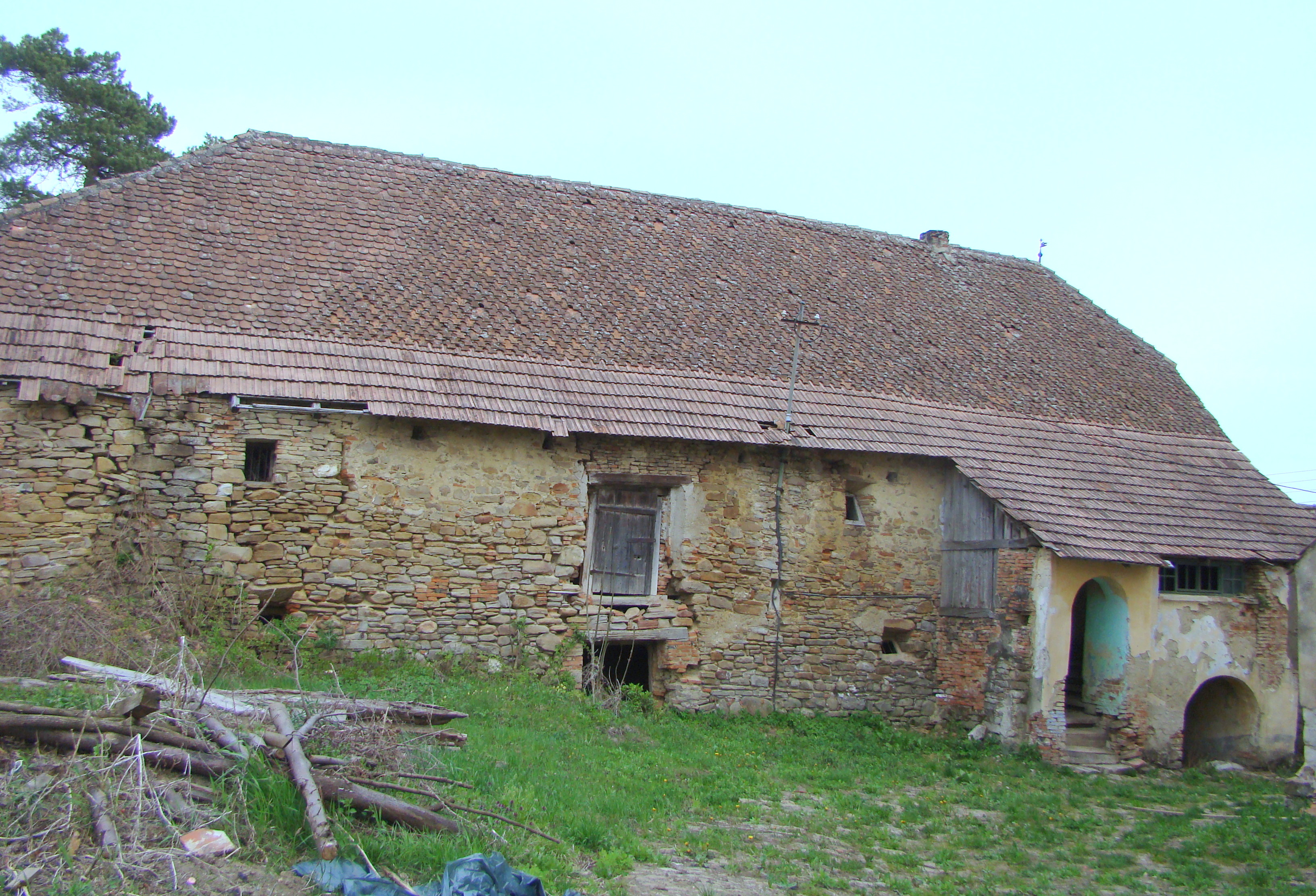
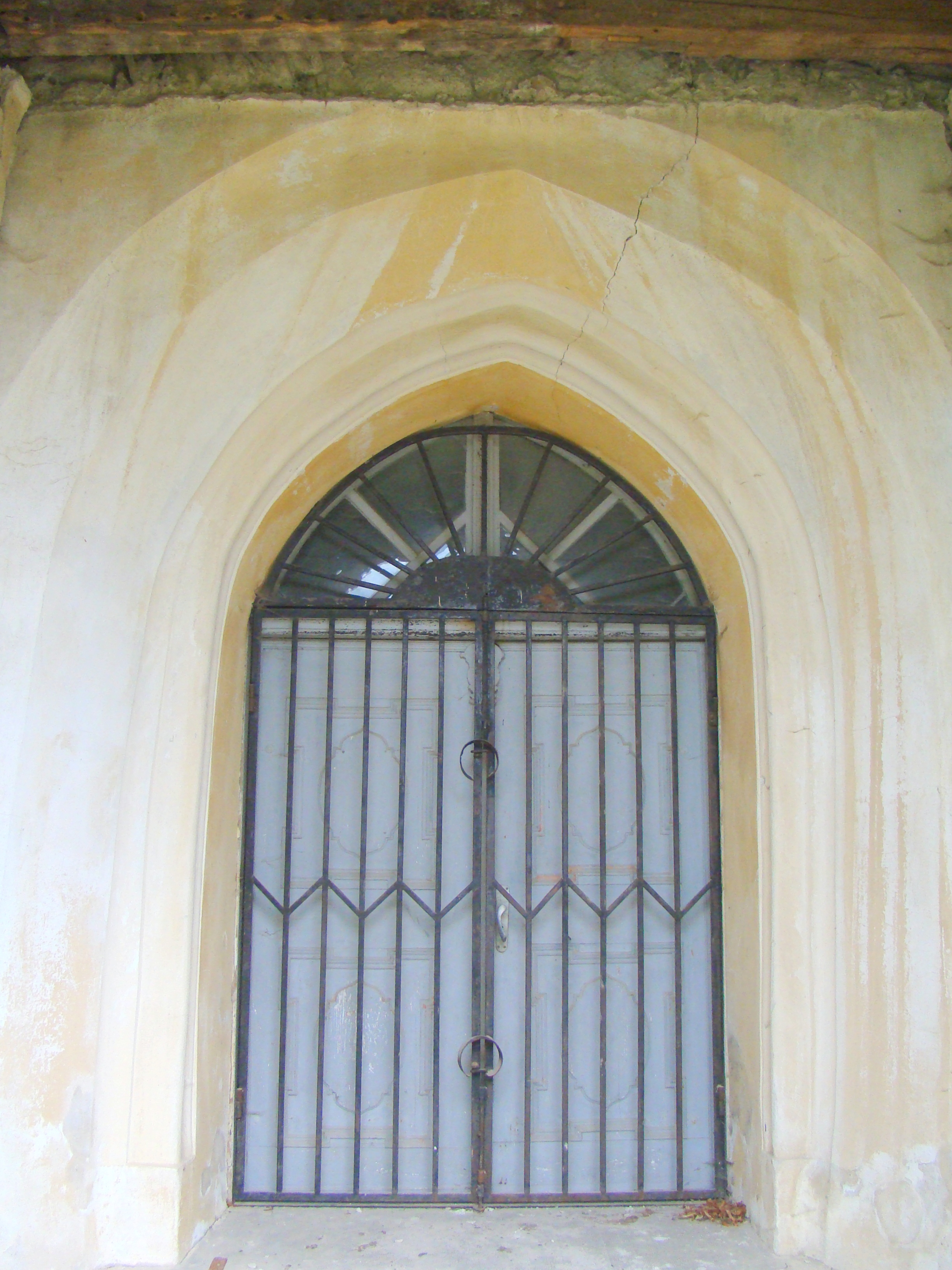
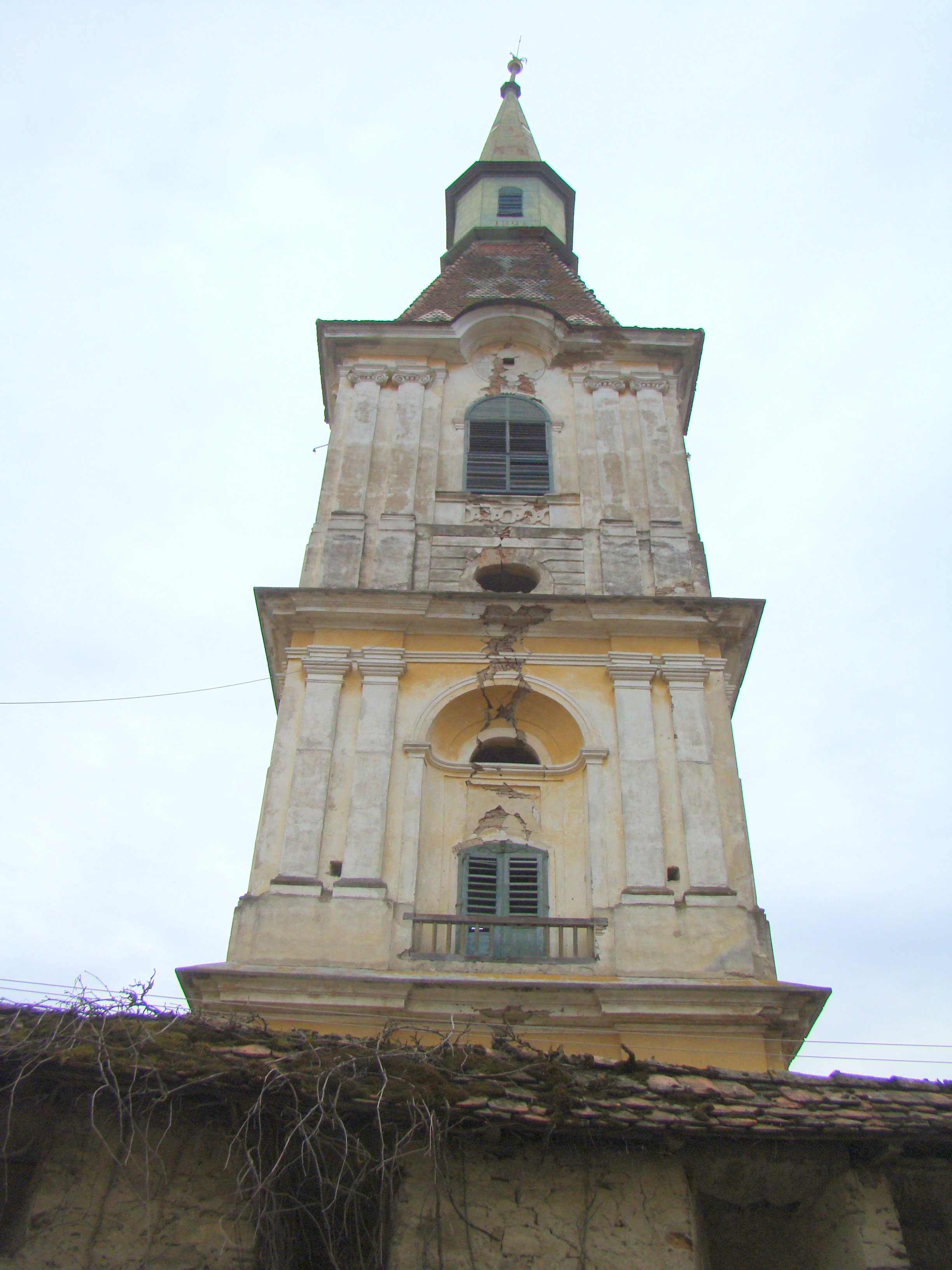
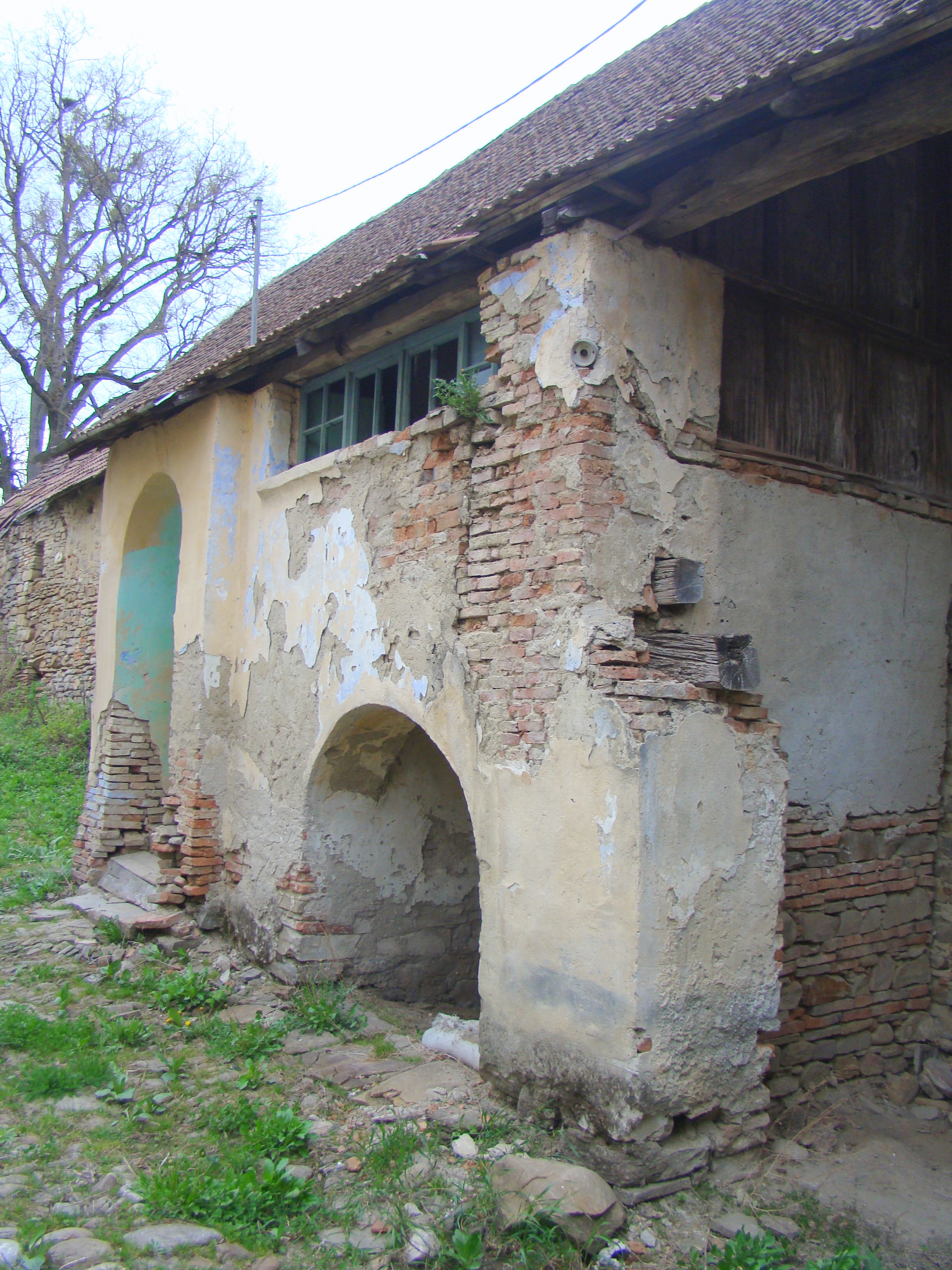
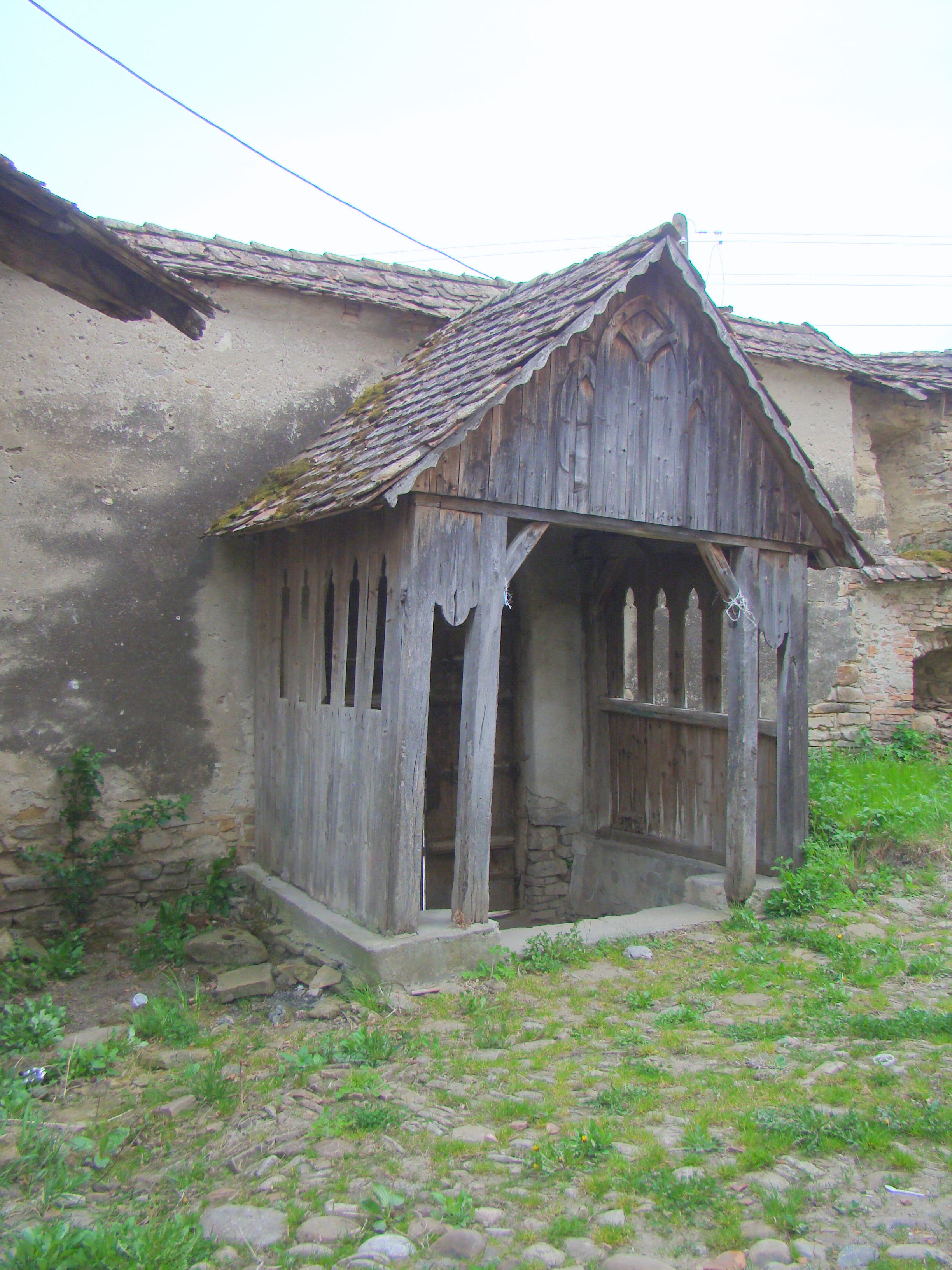
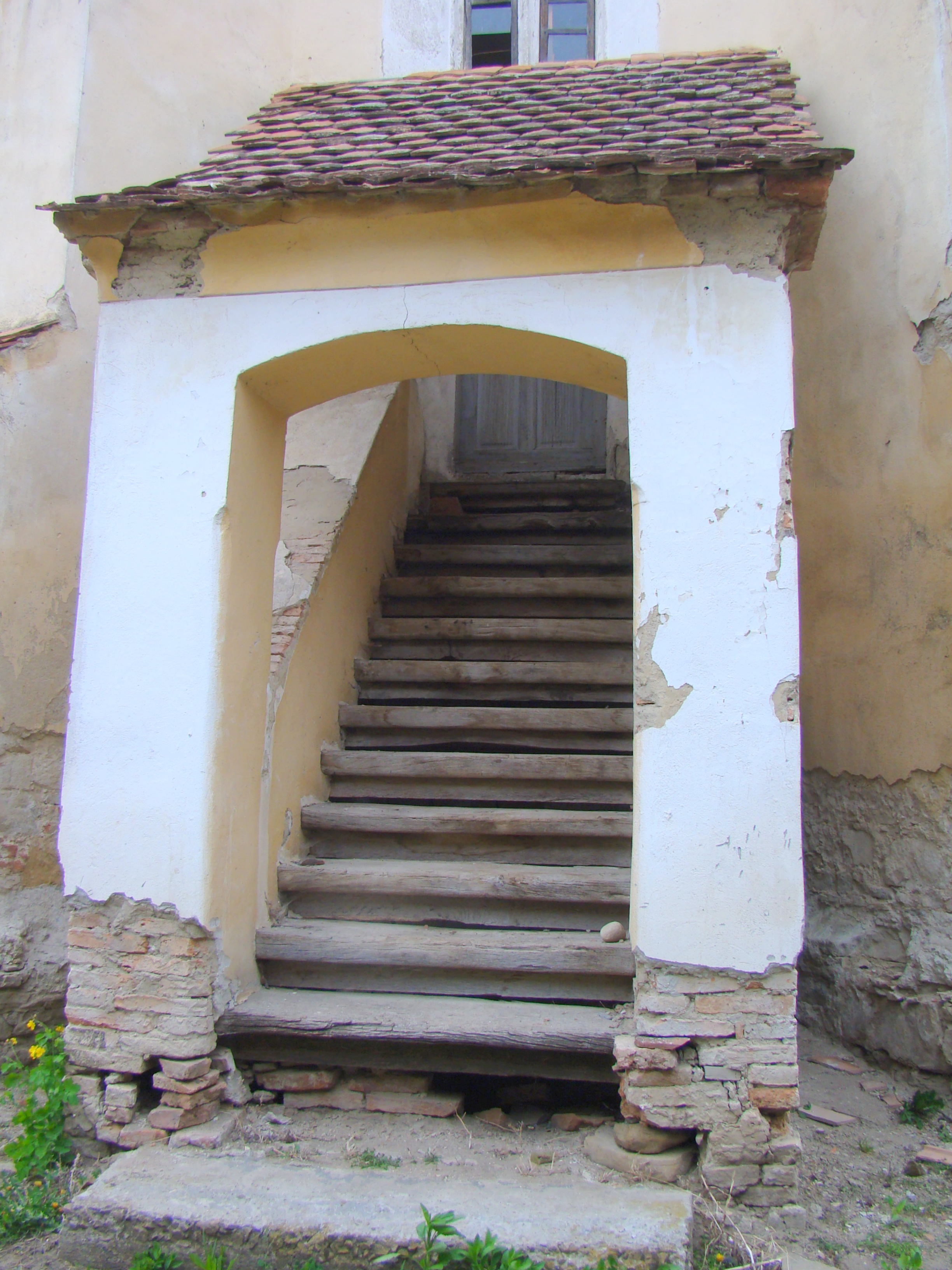
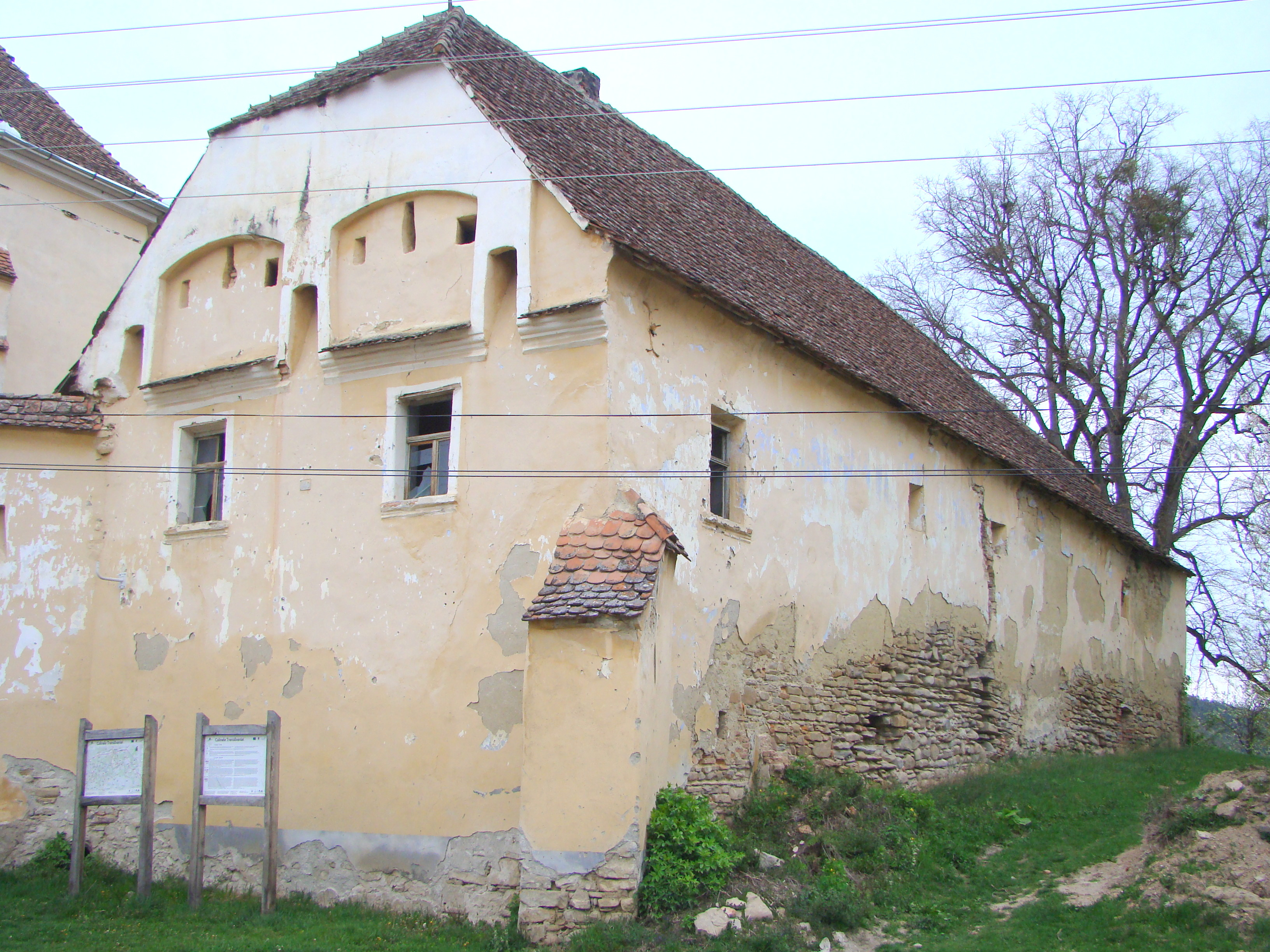
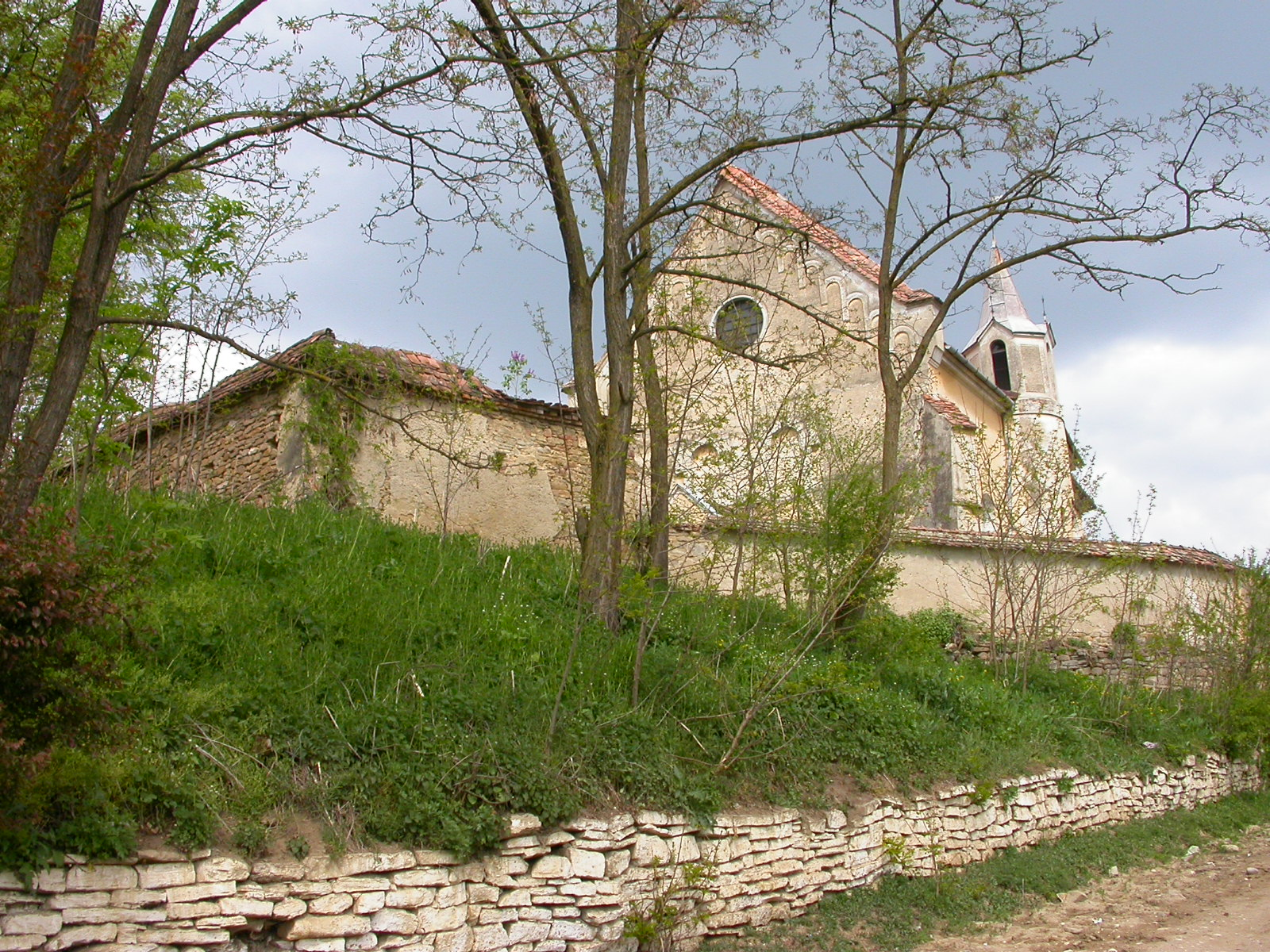
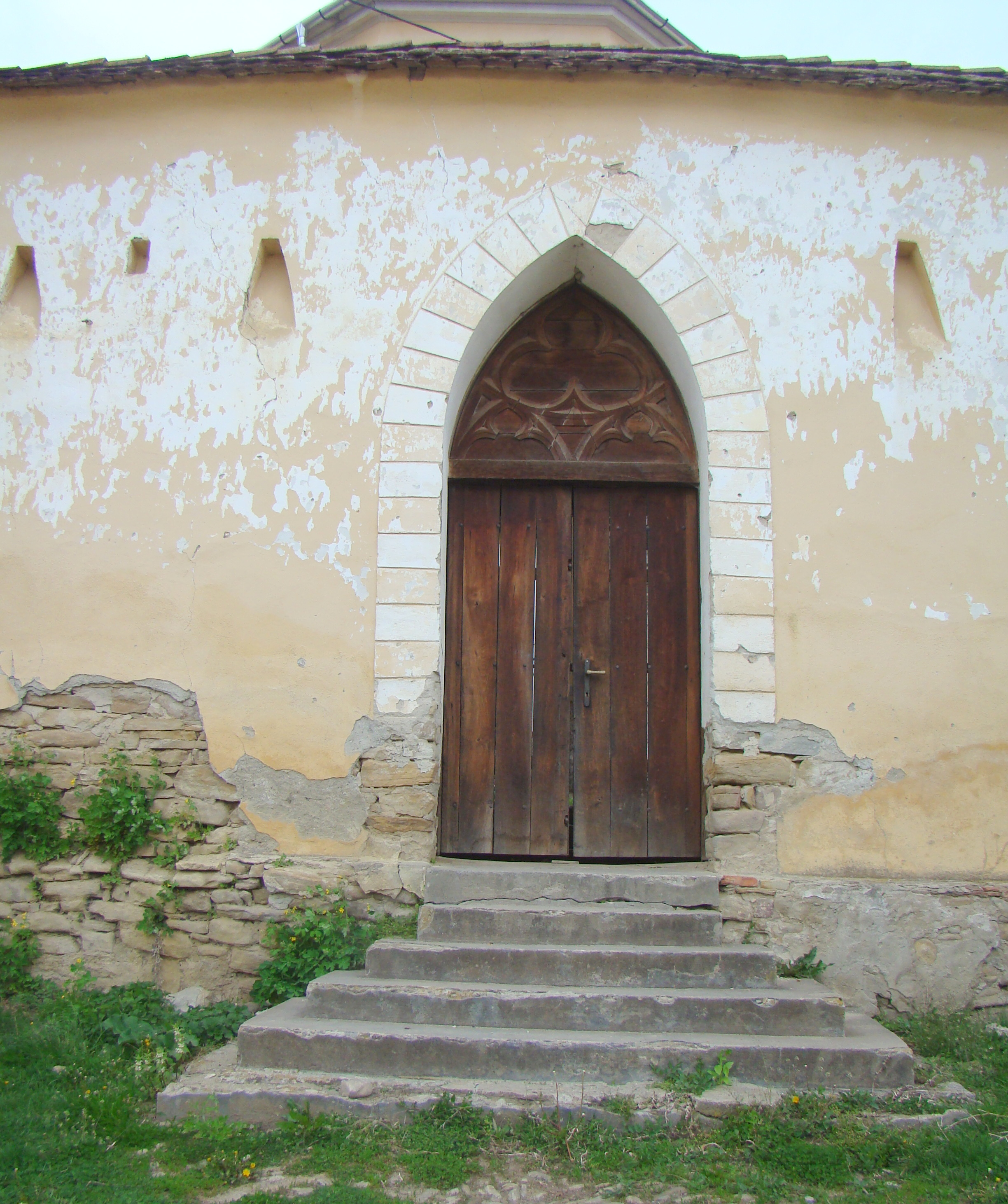
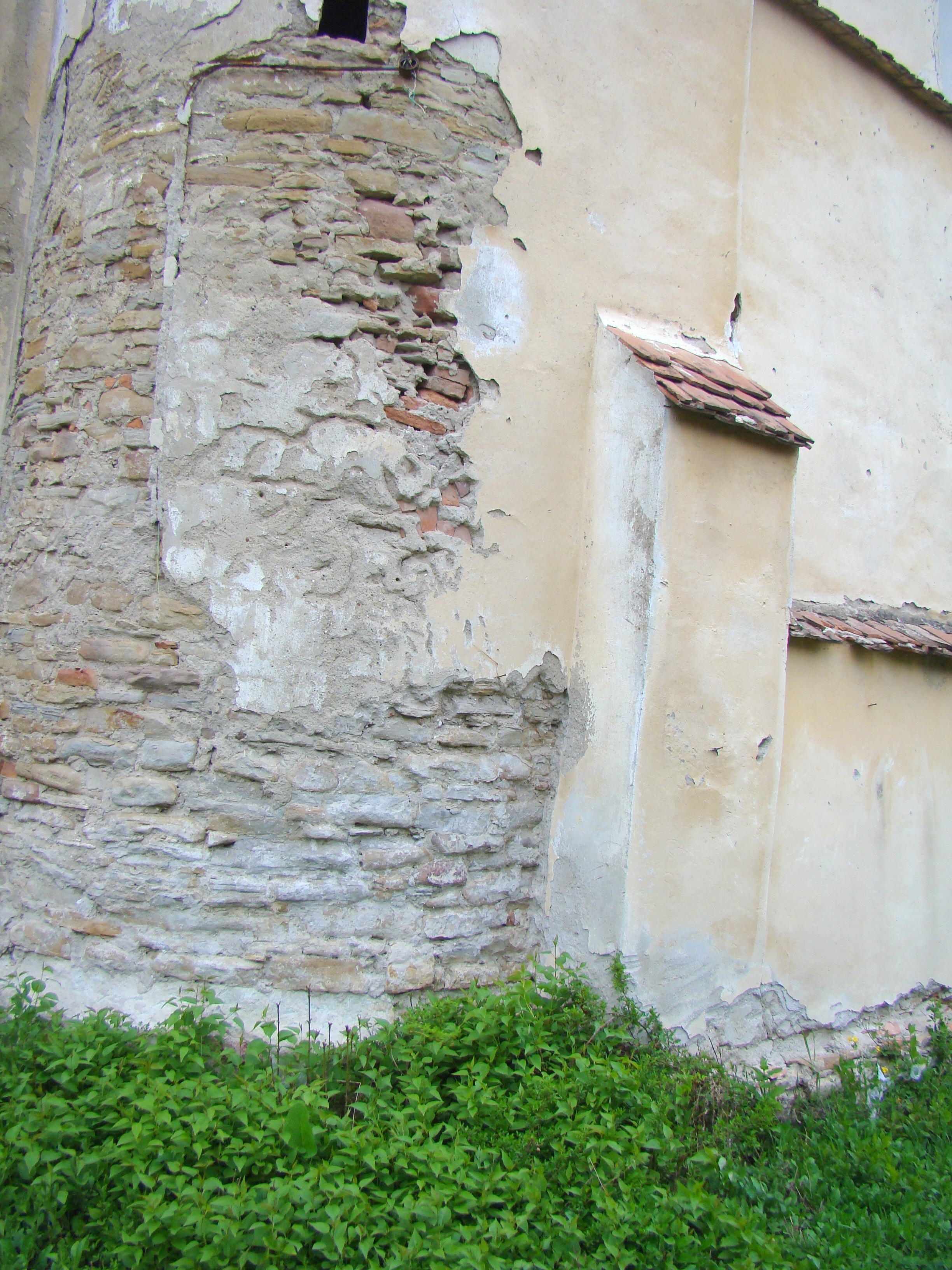
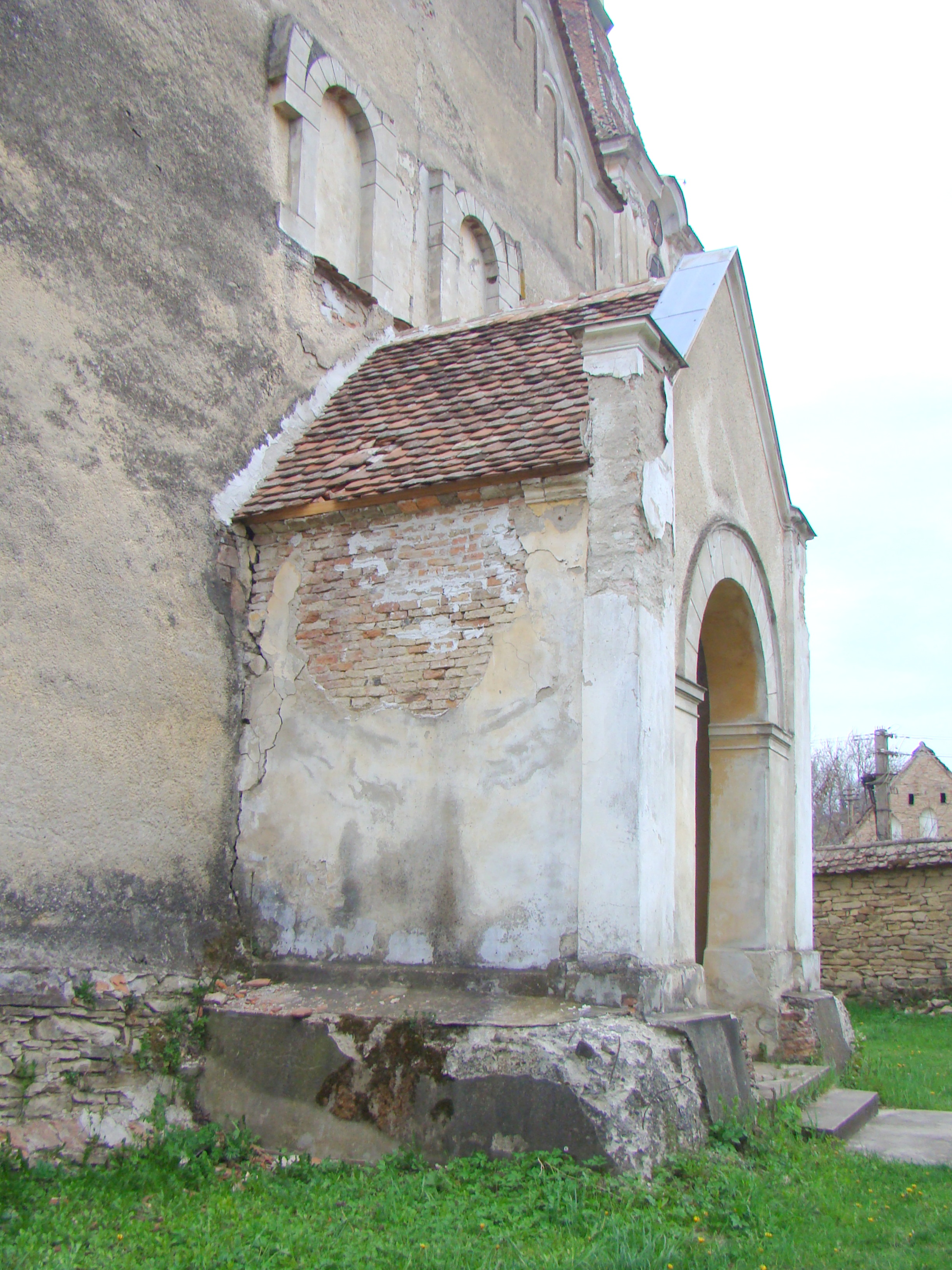
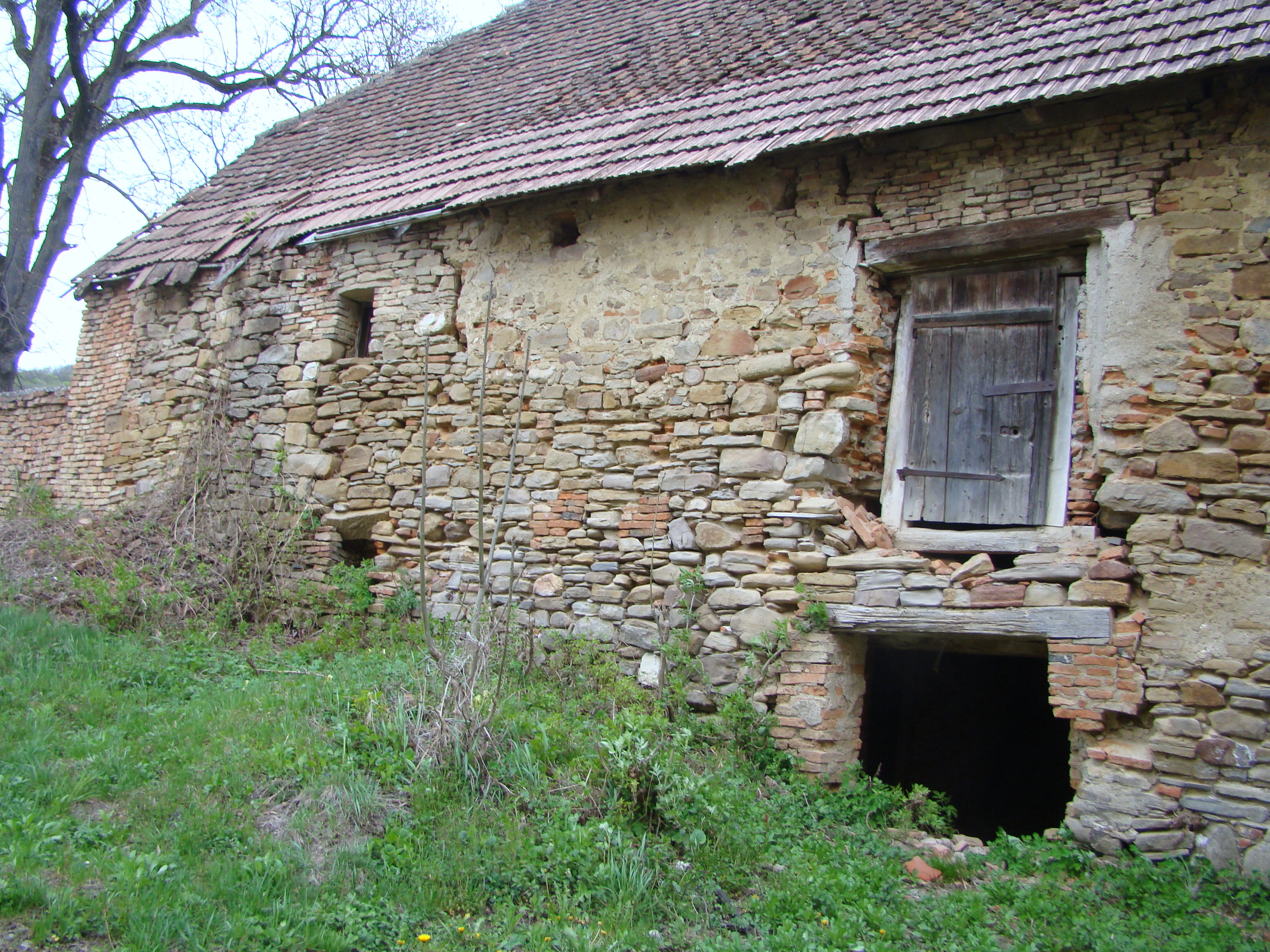

## Imagini din interior

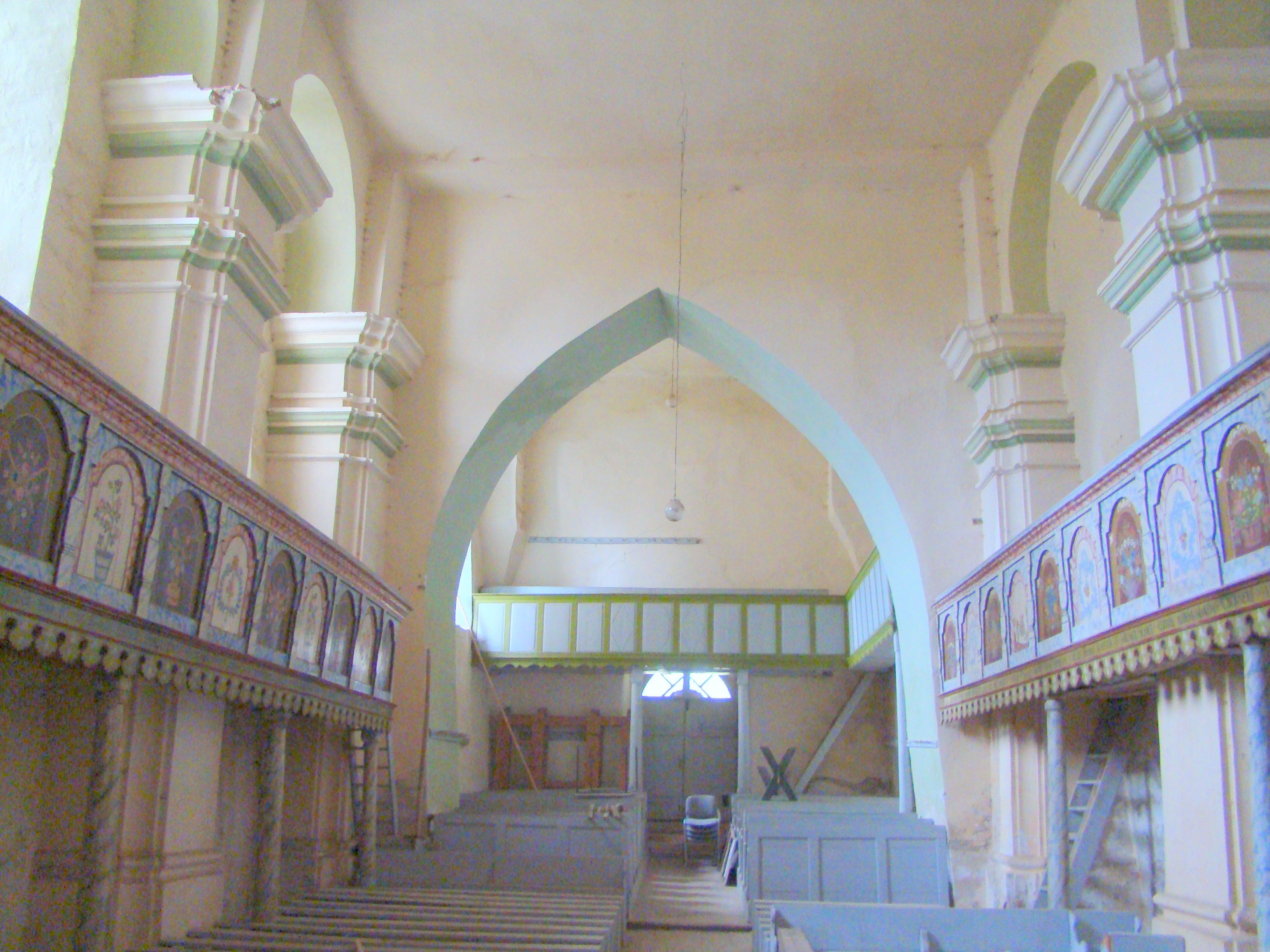
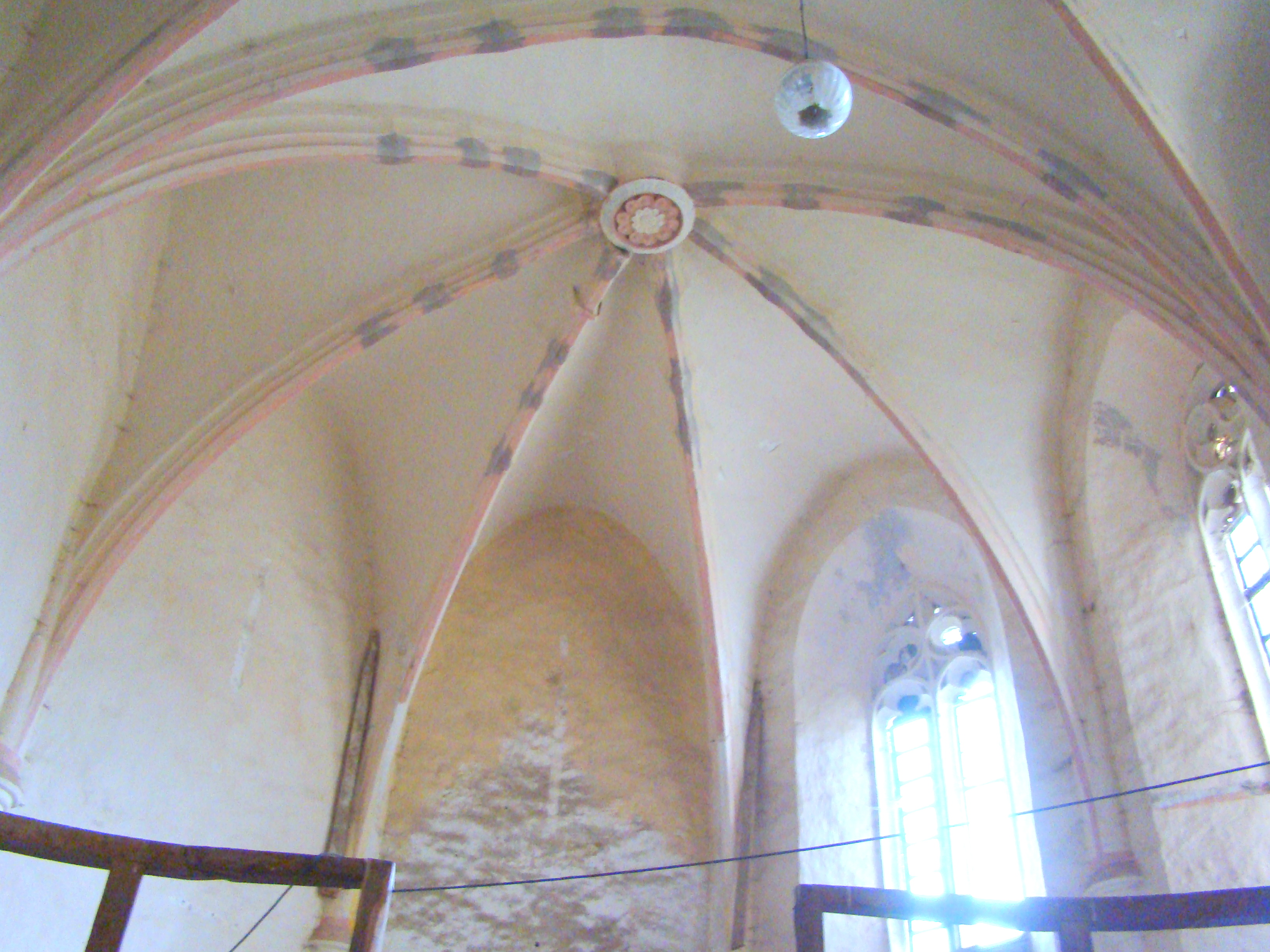
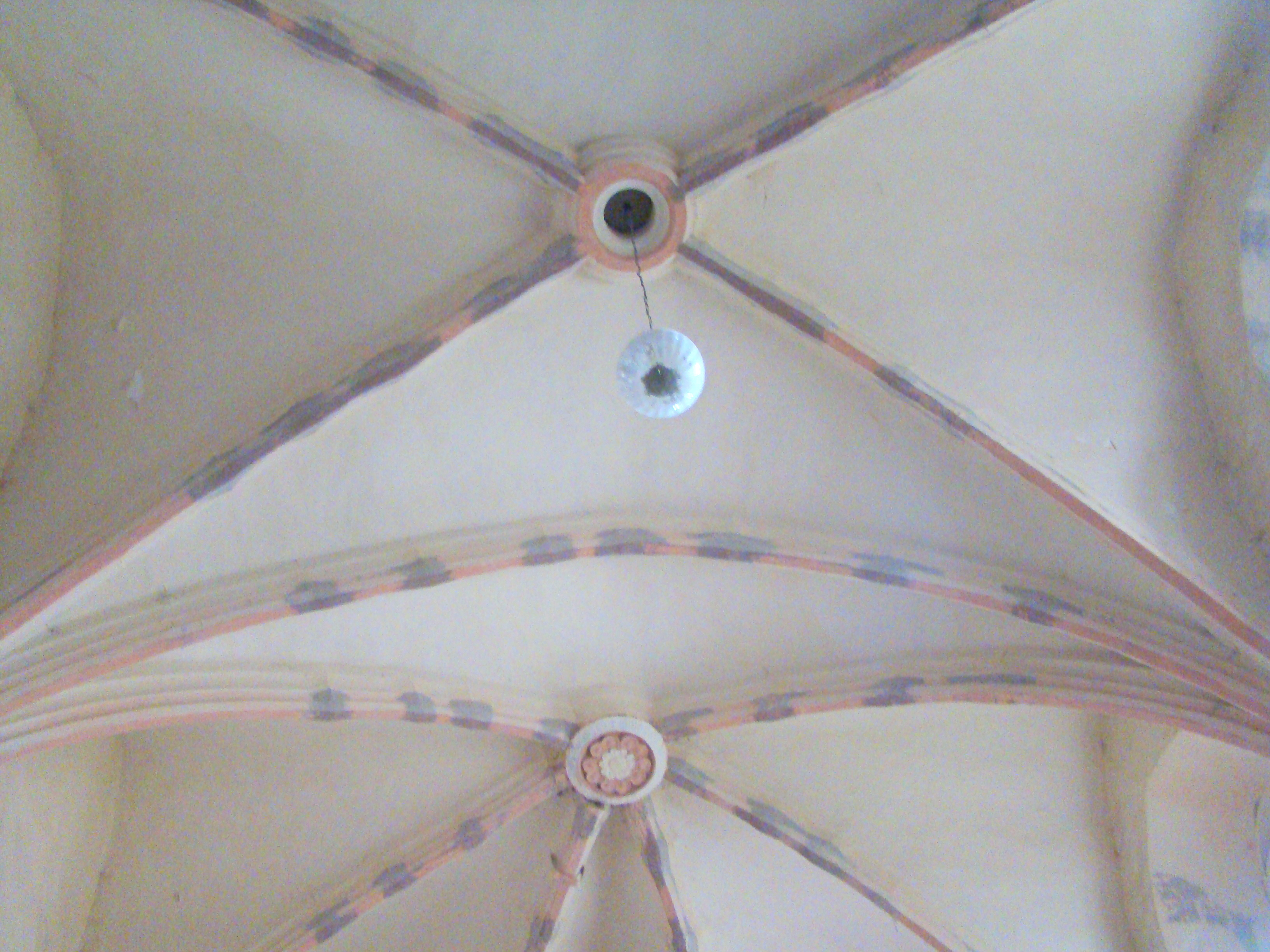
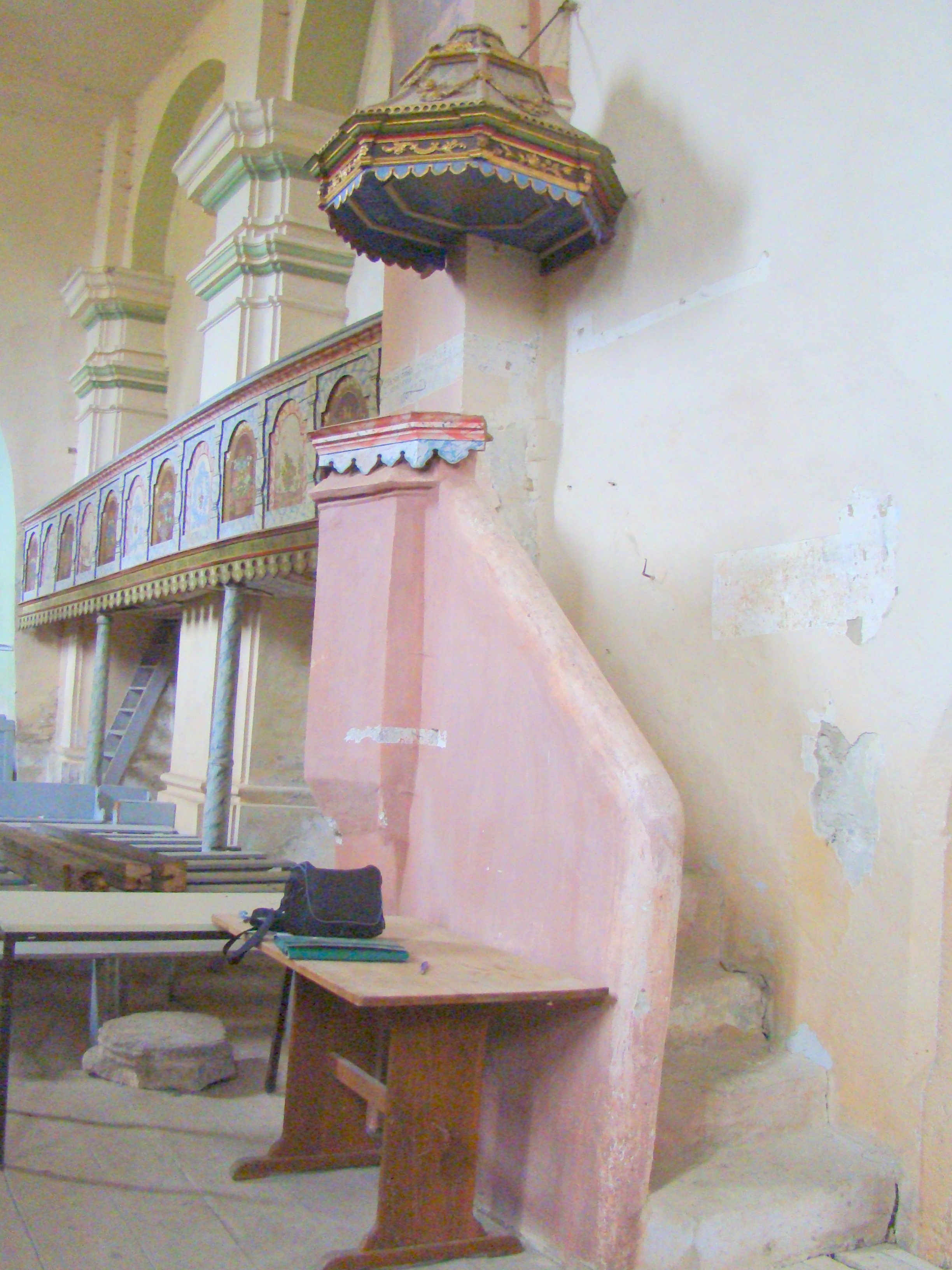
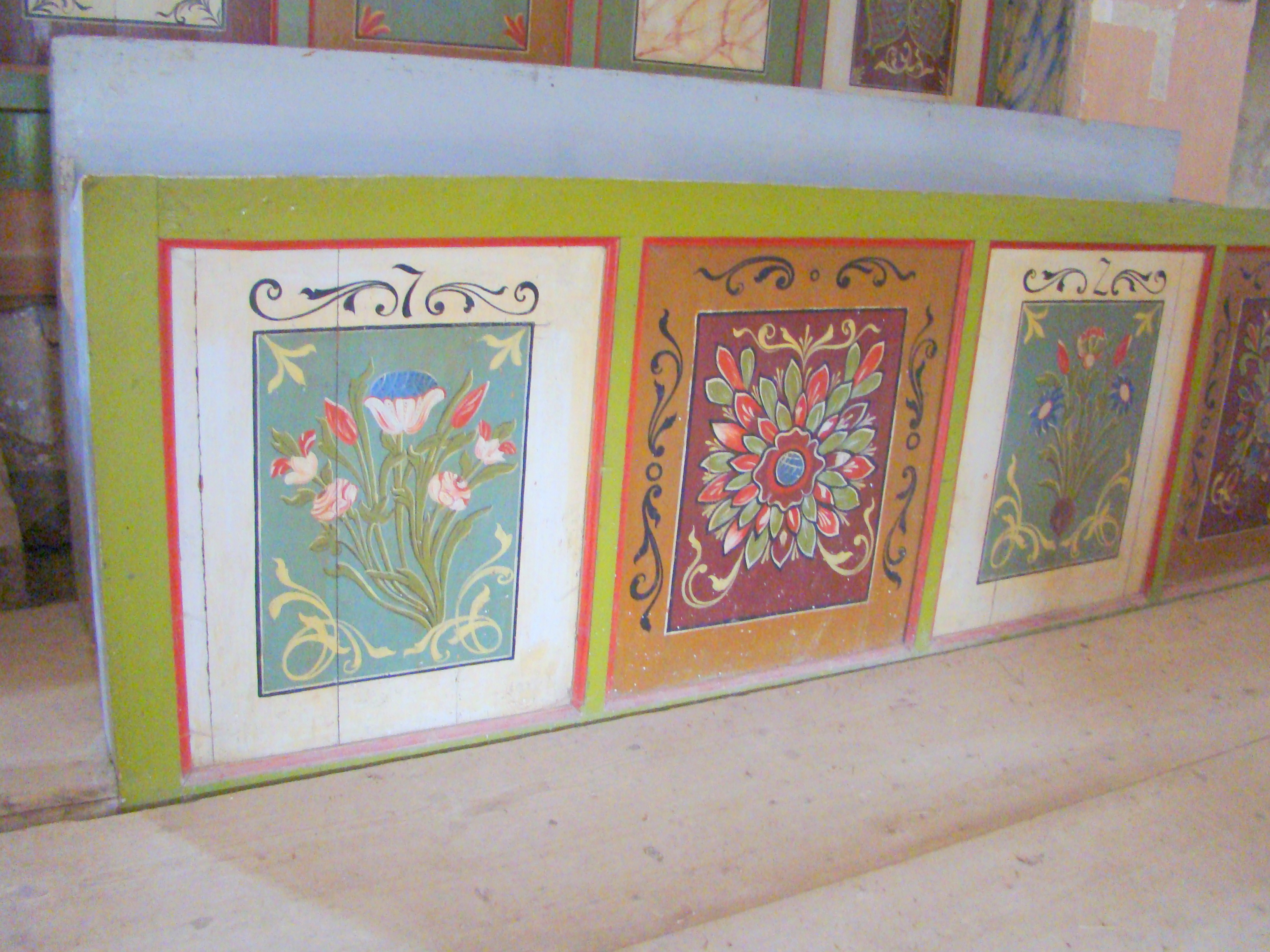
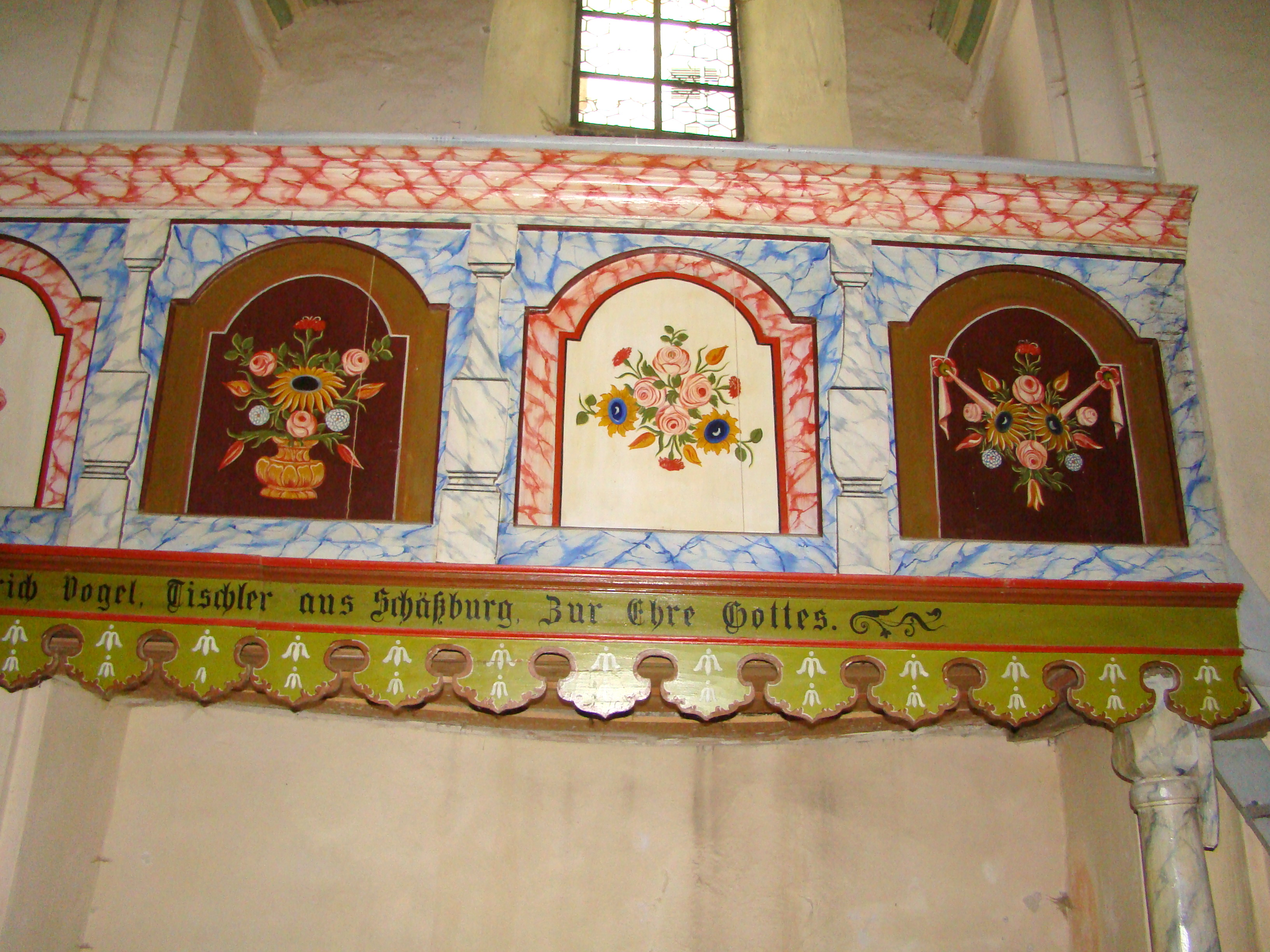
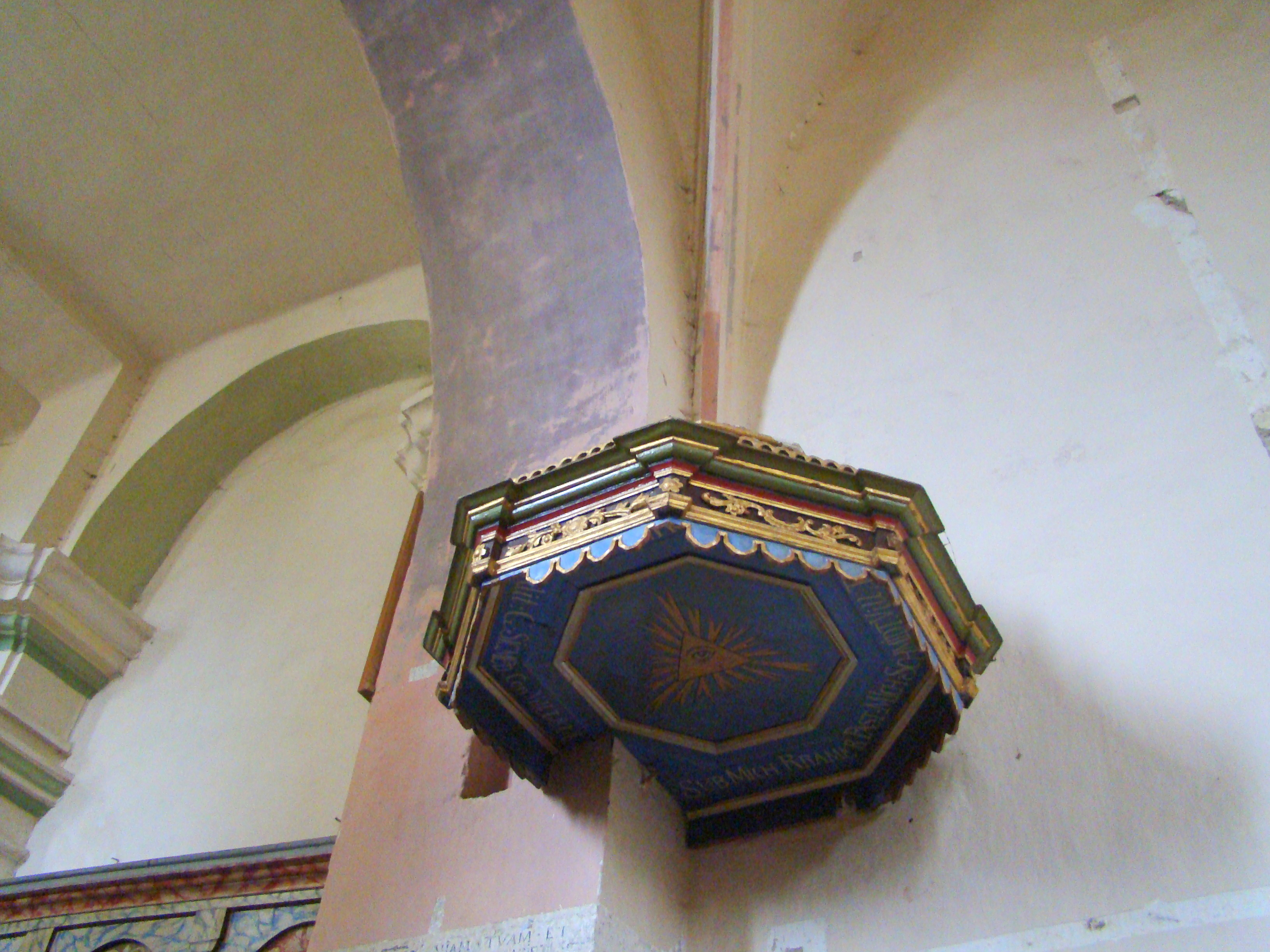
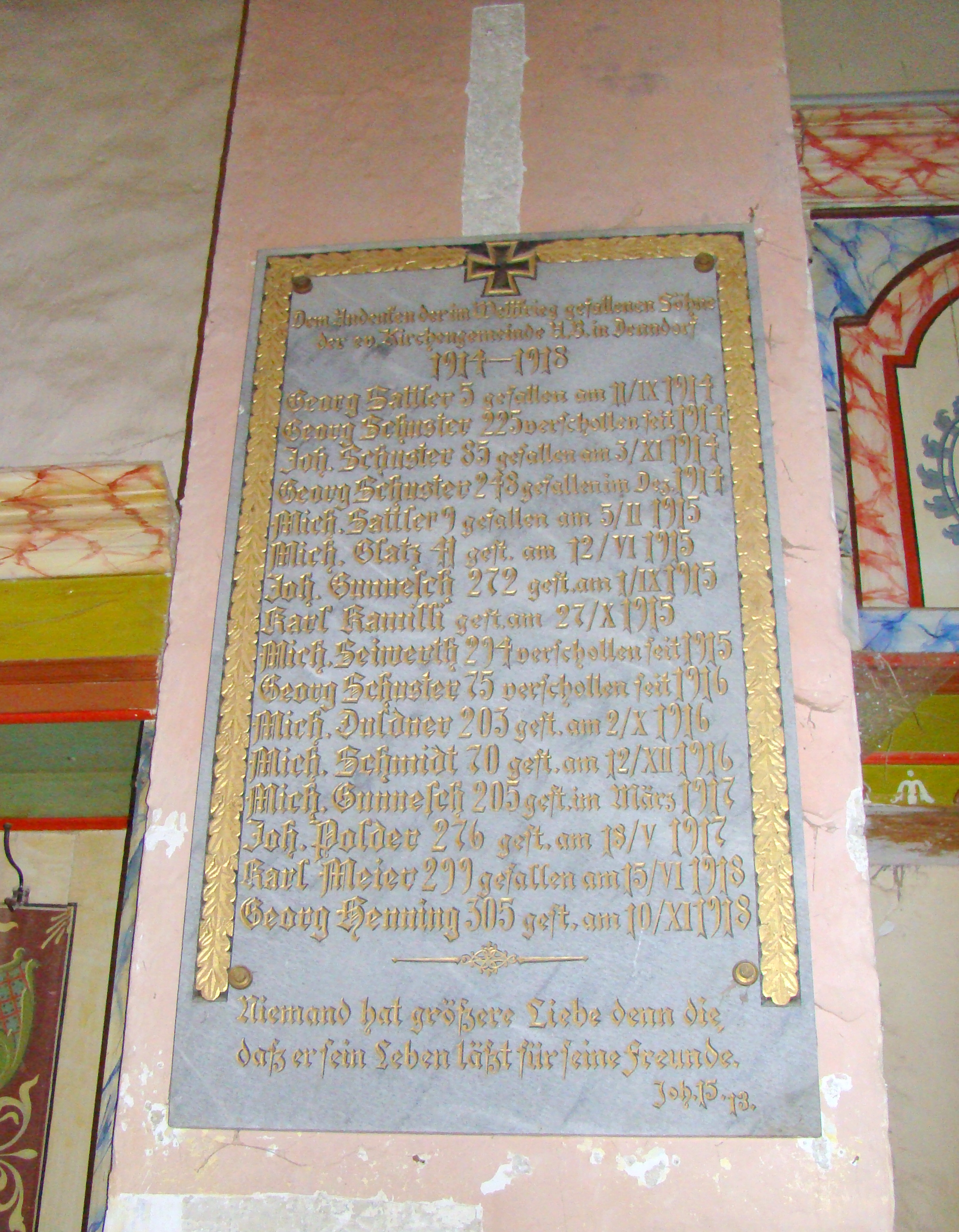
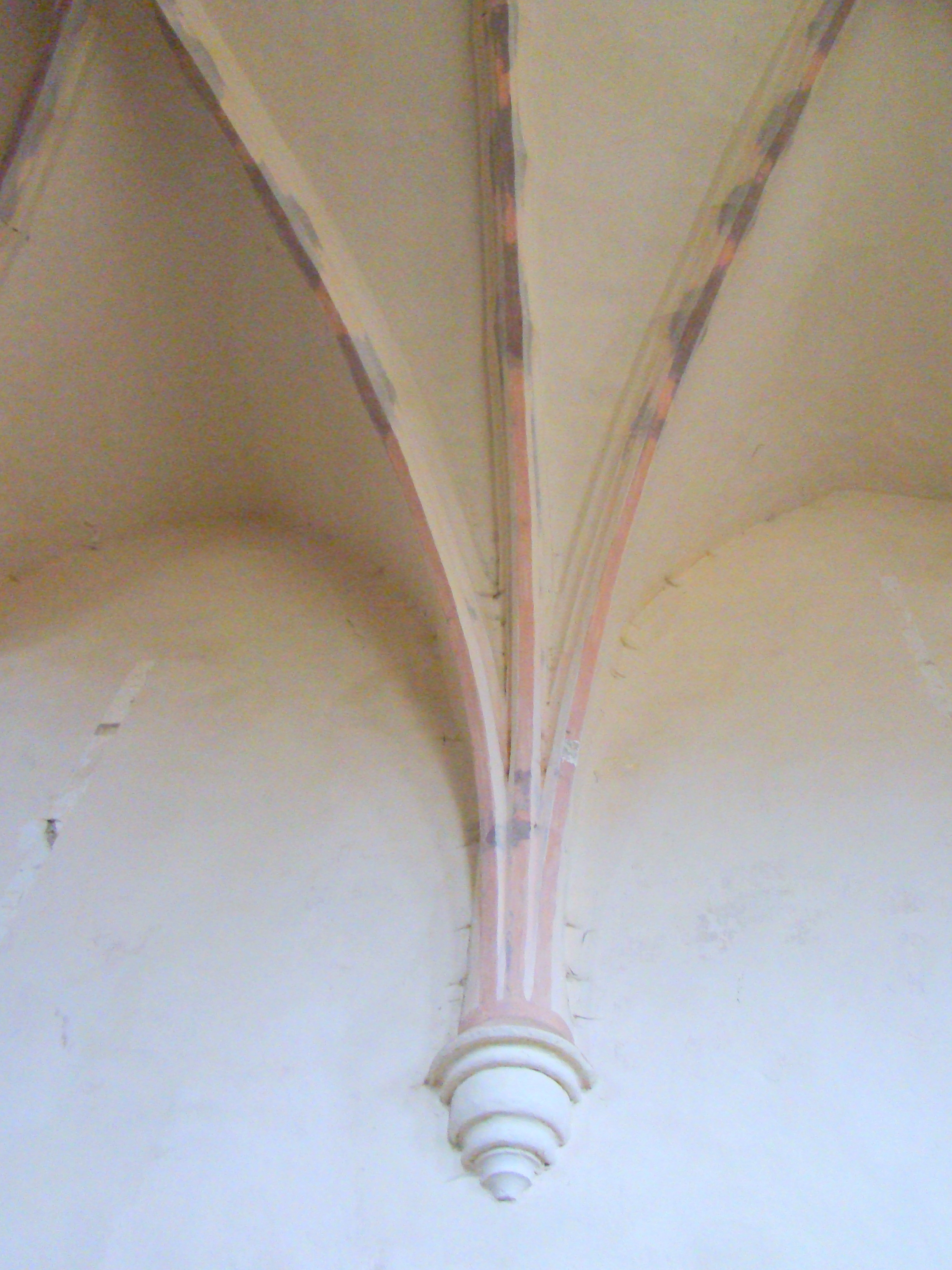
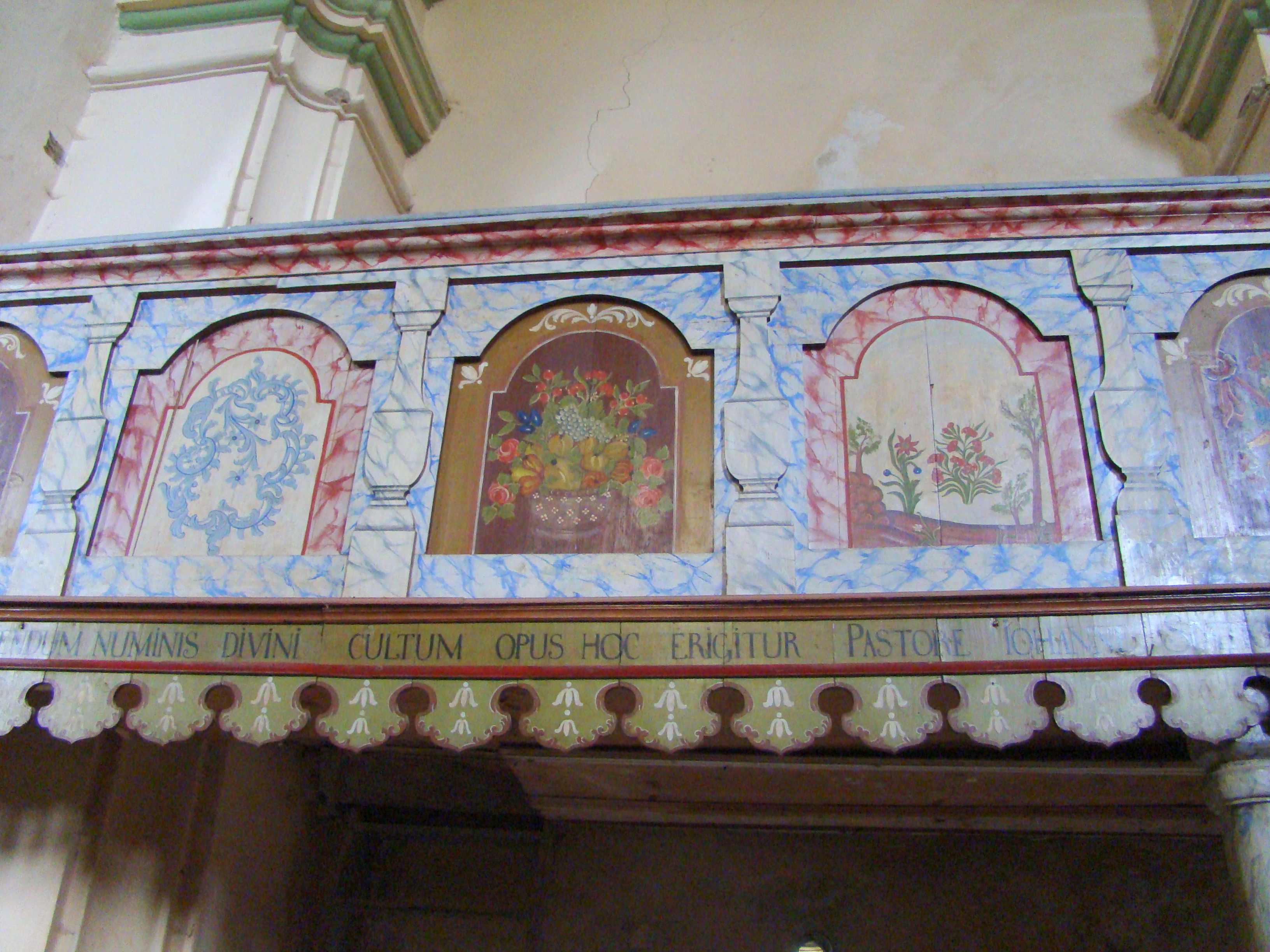
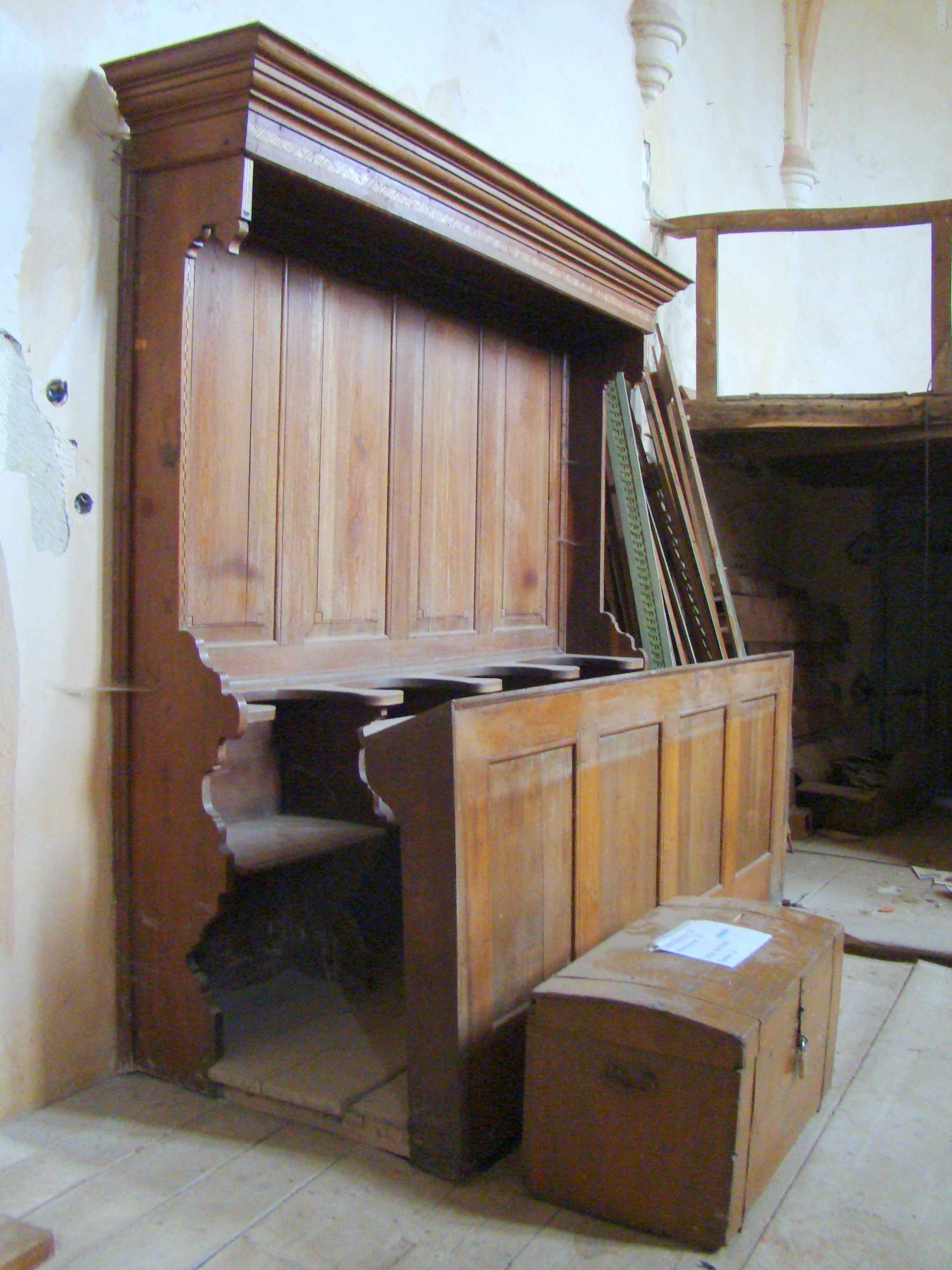
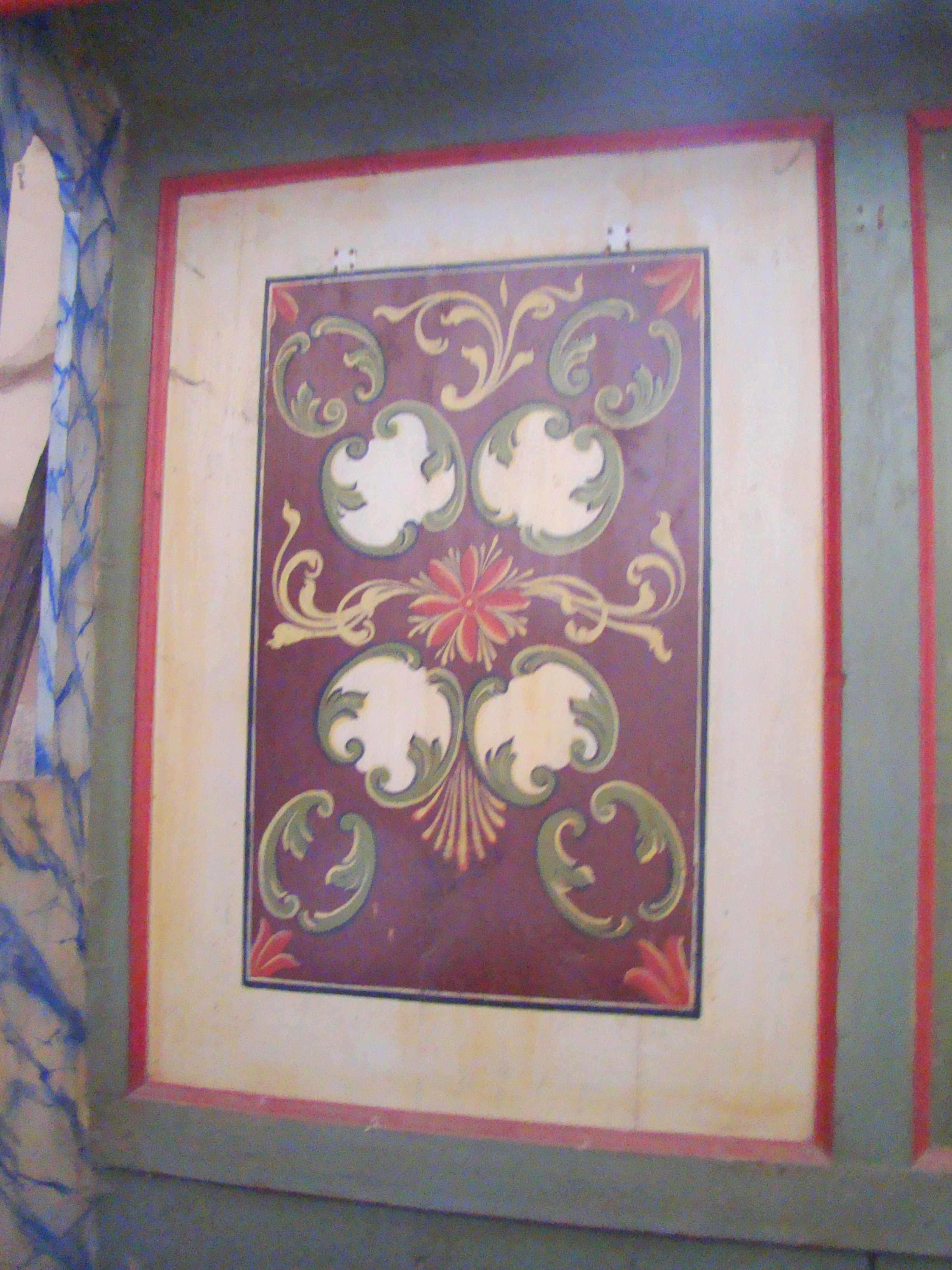
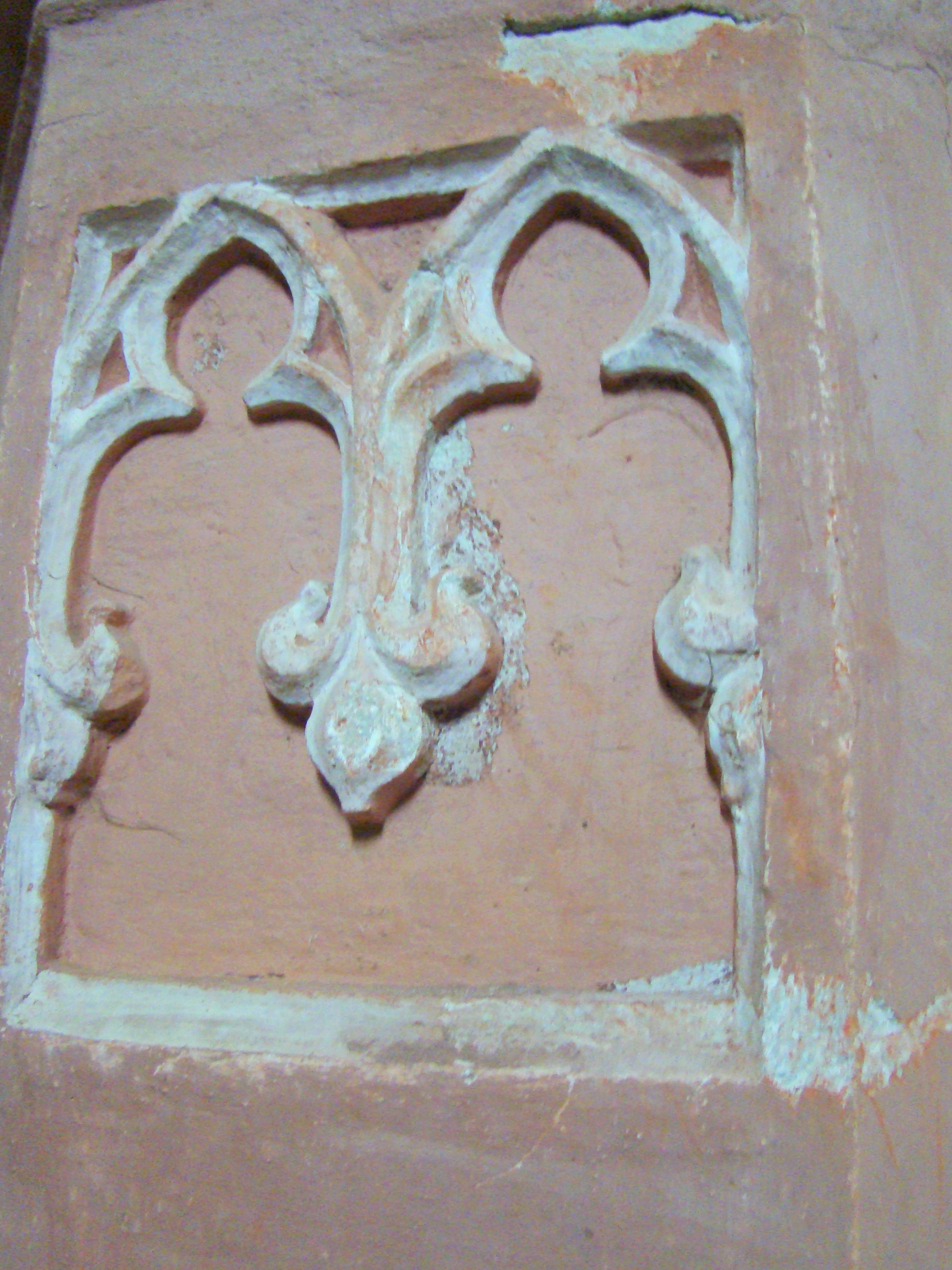
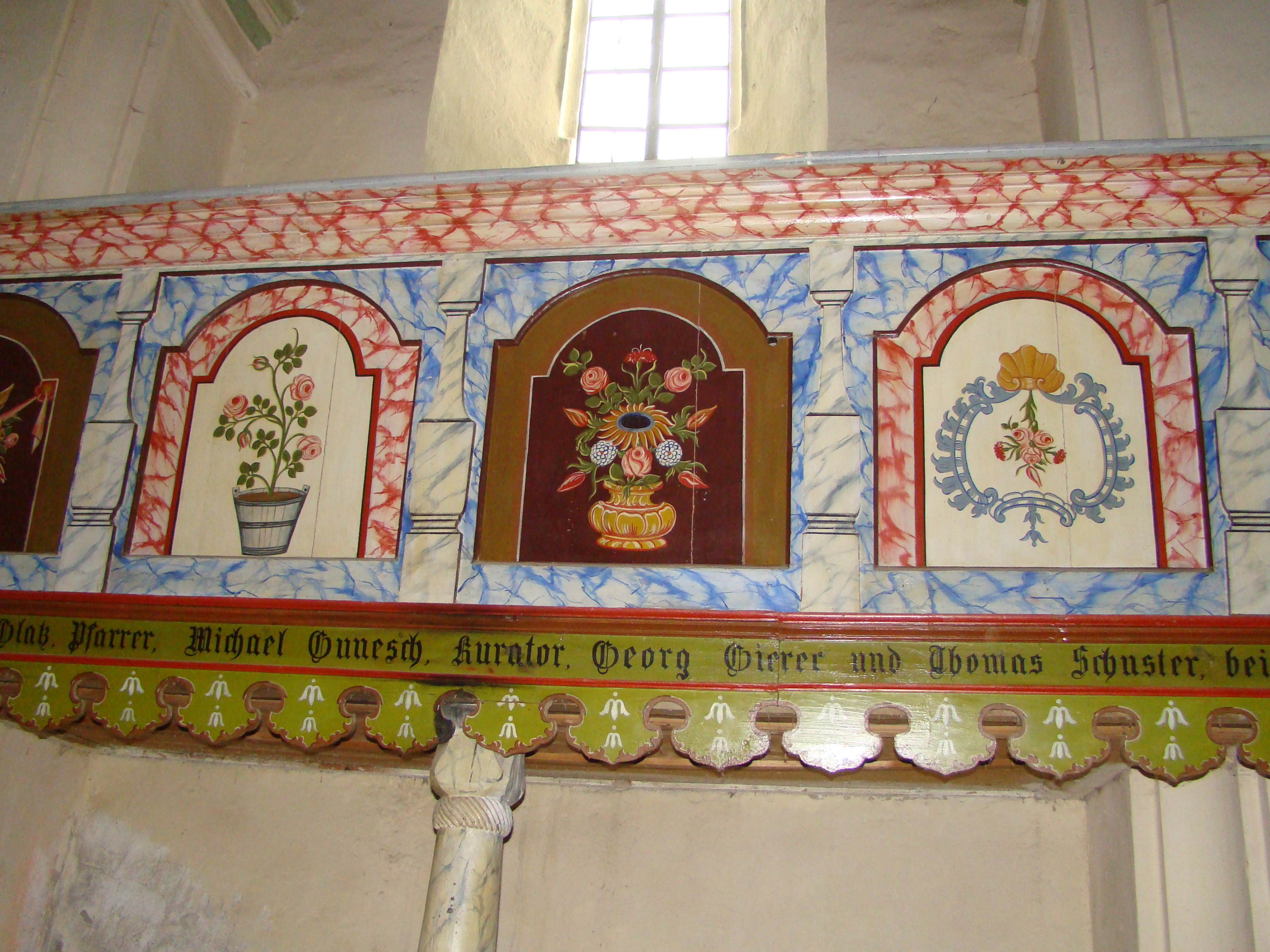
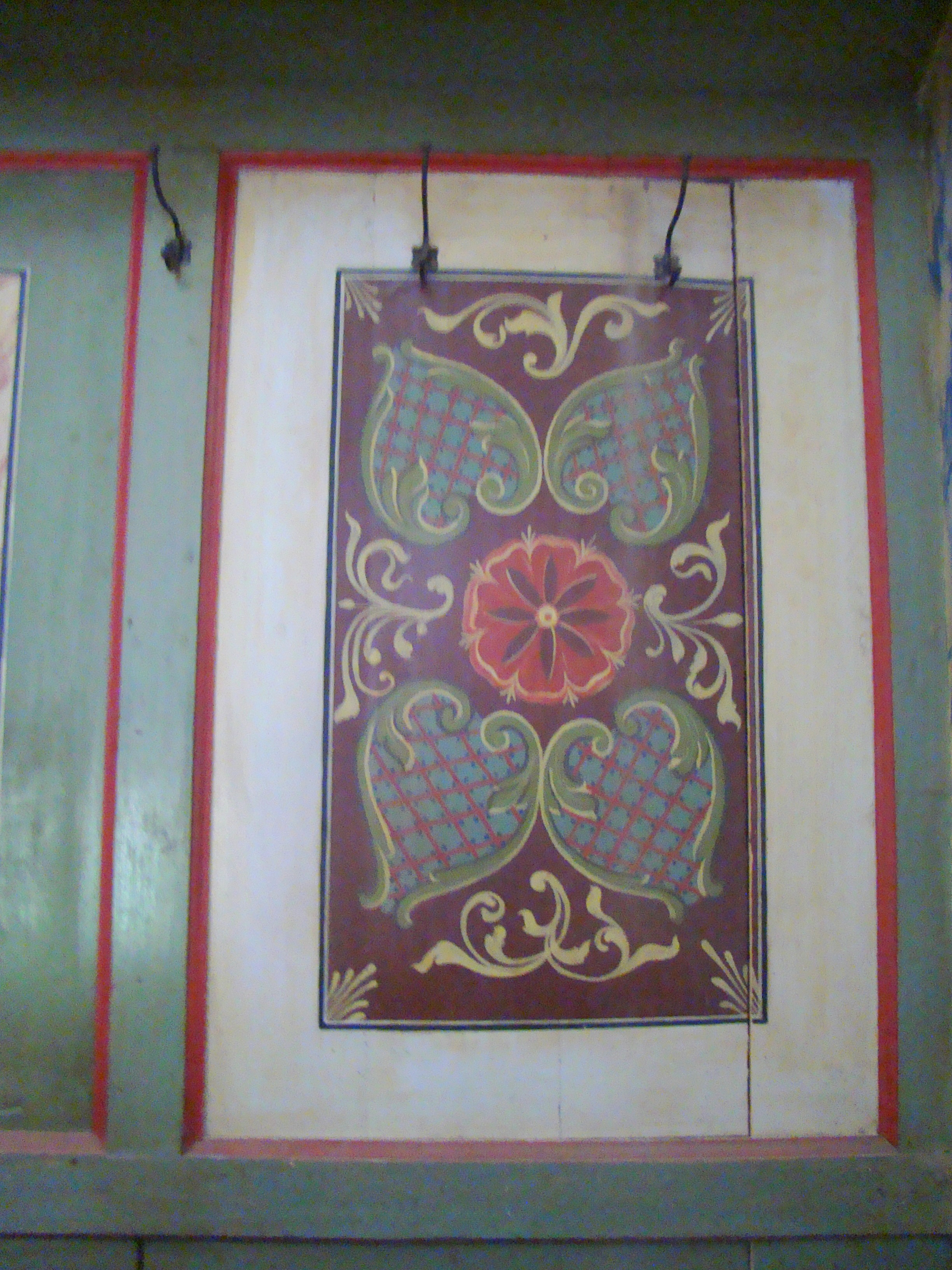
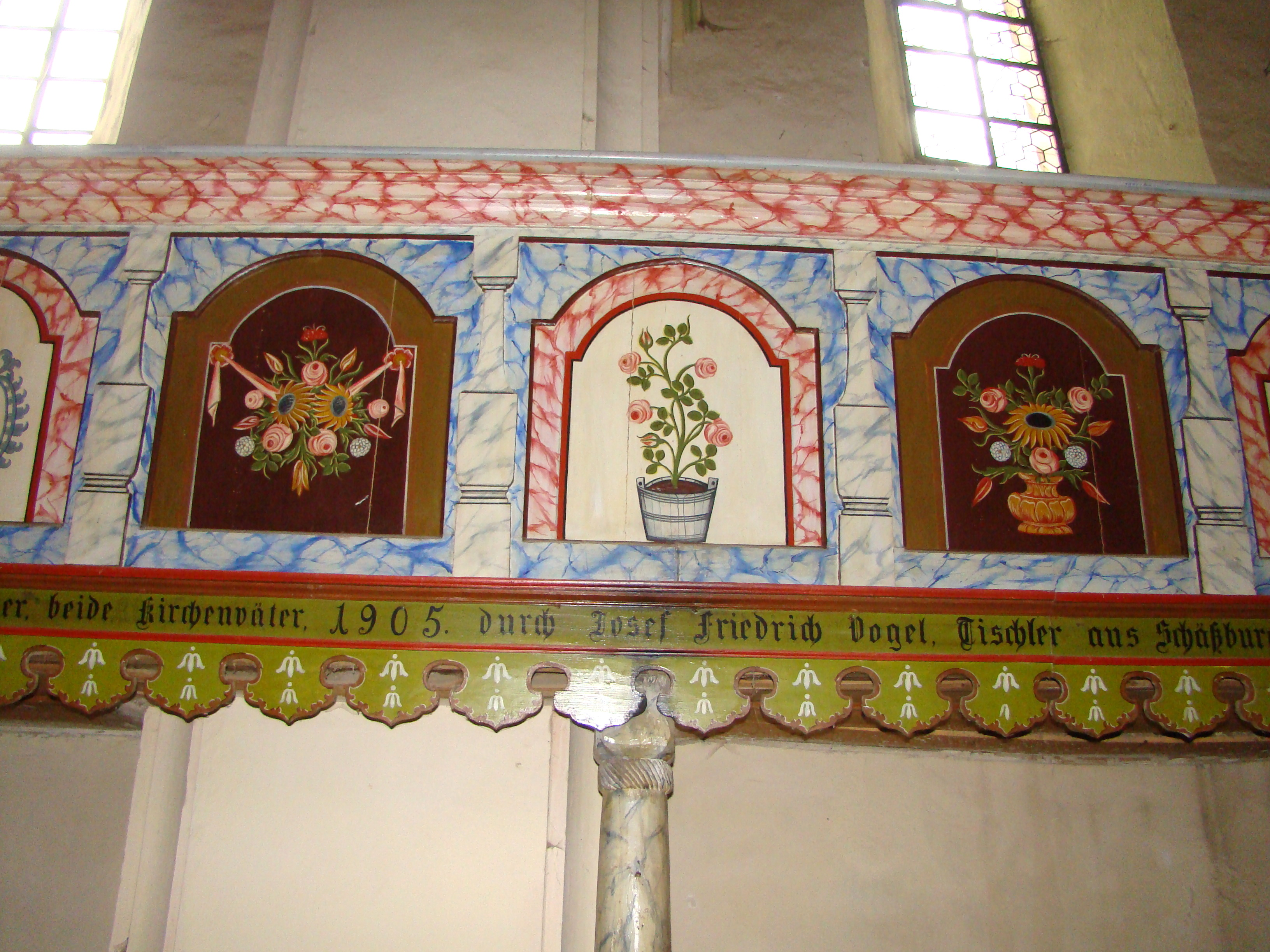
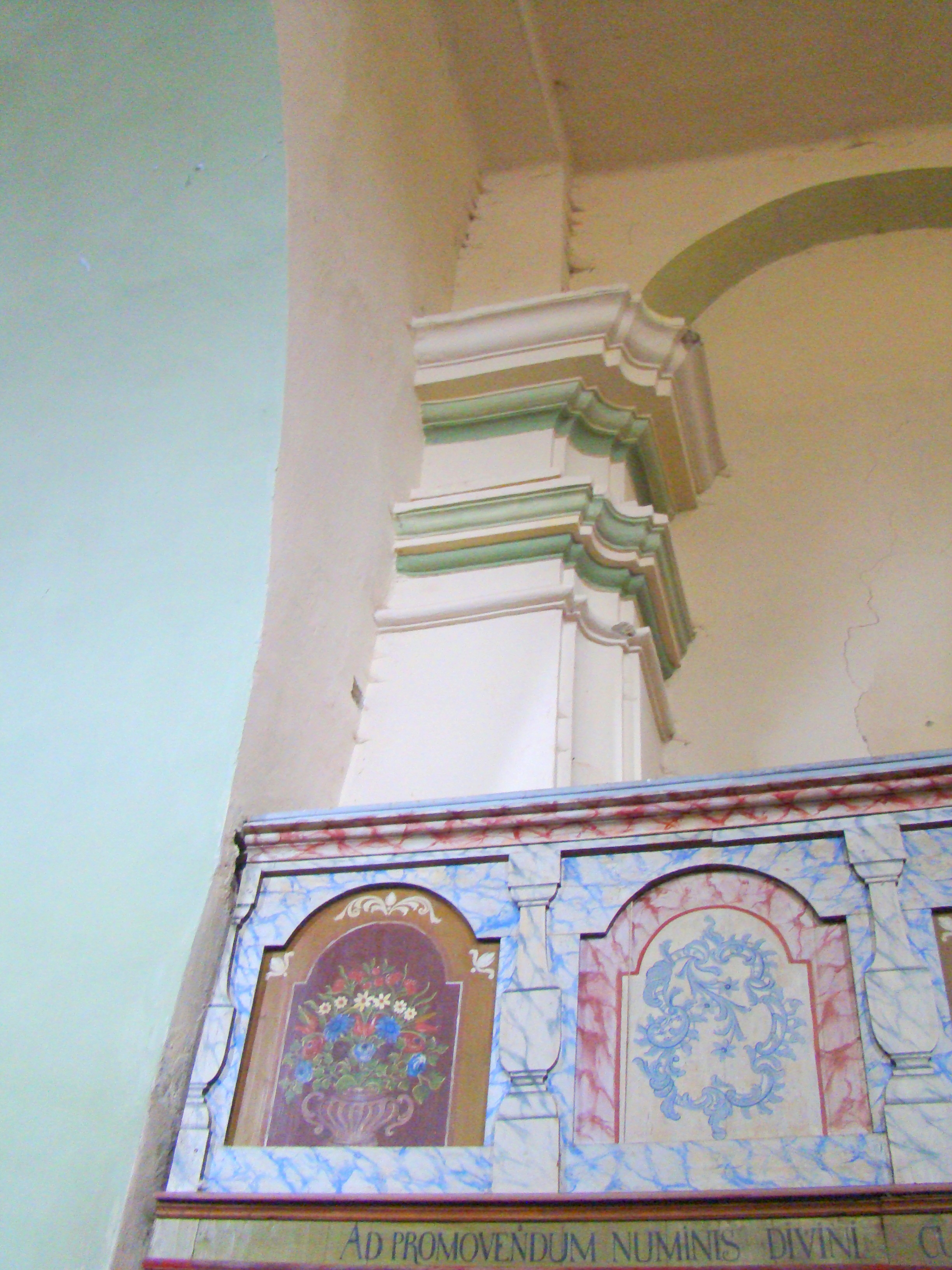
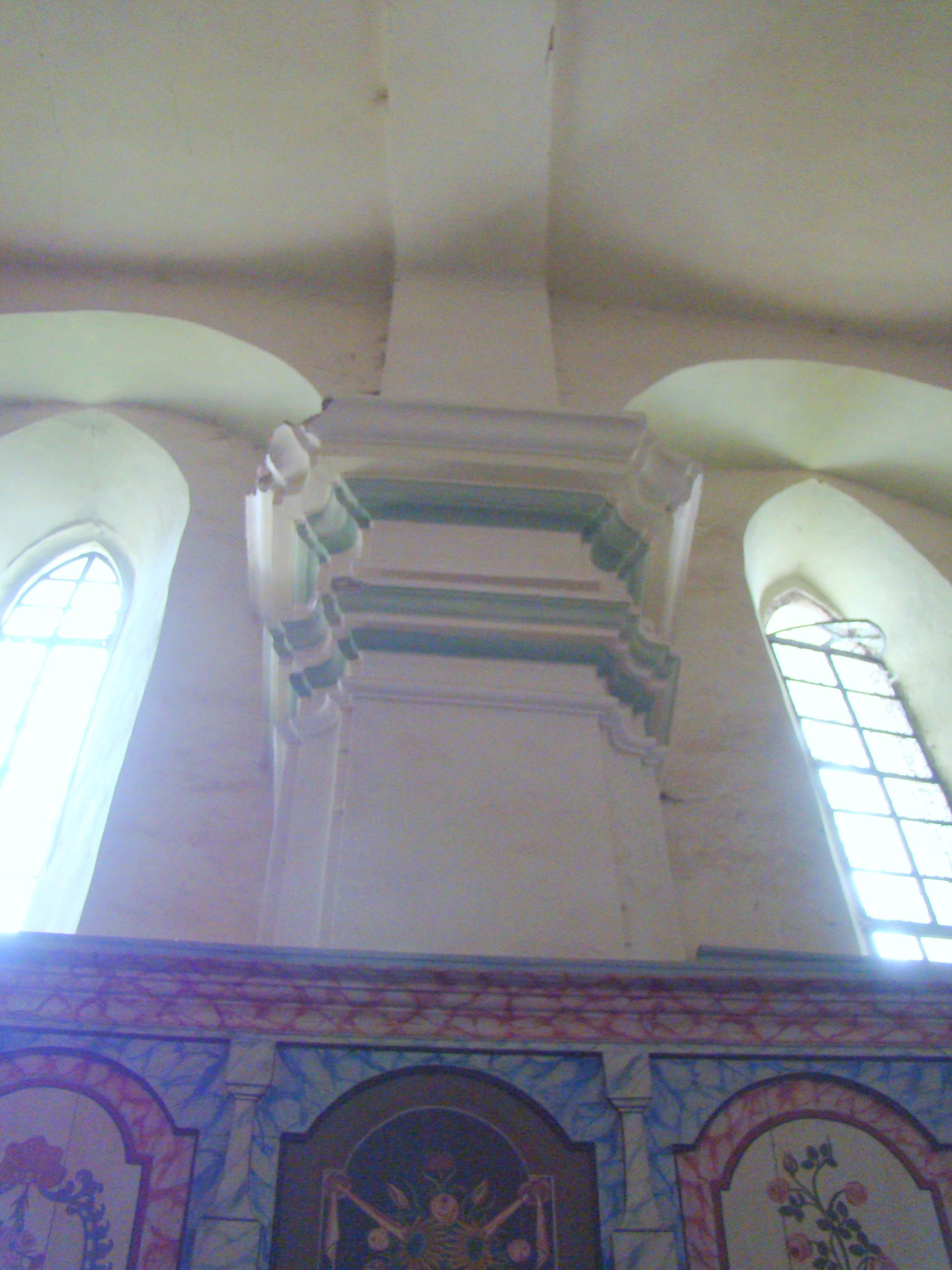
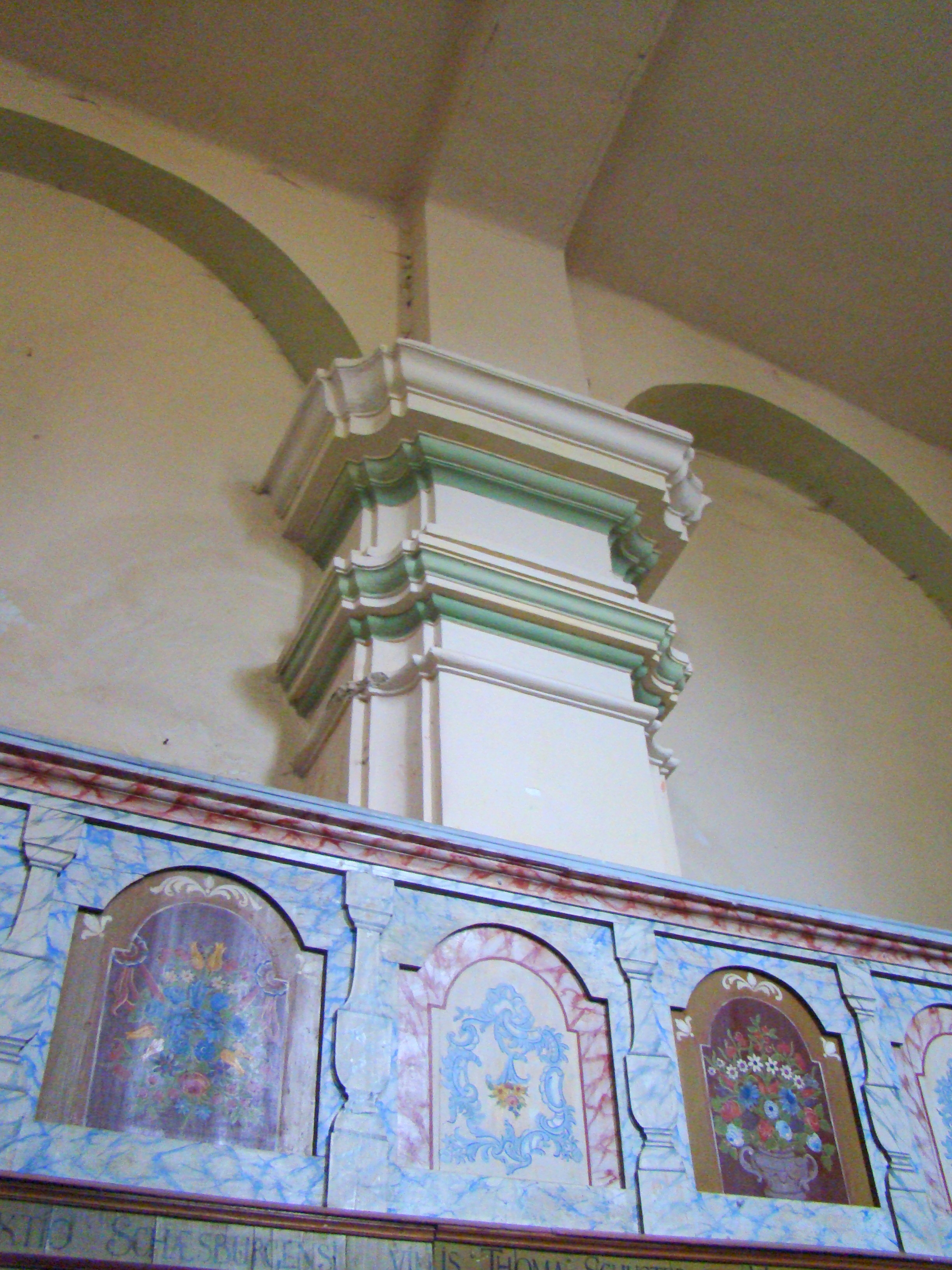
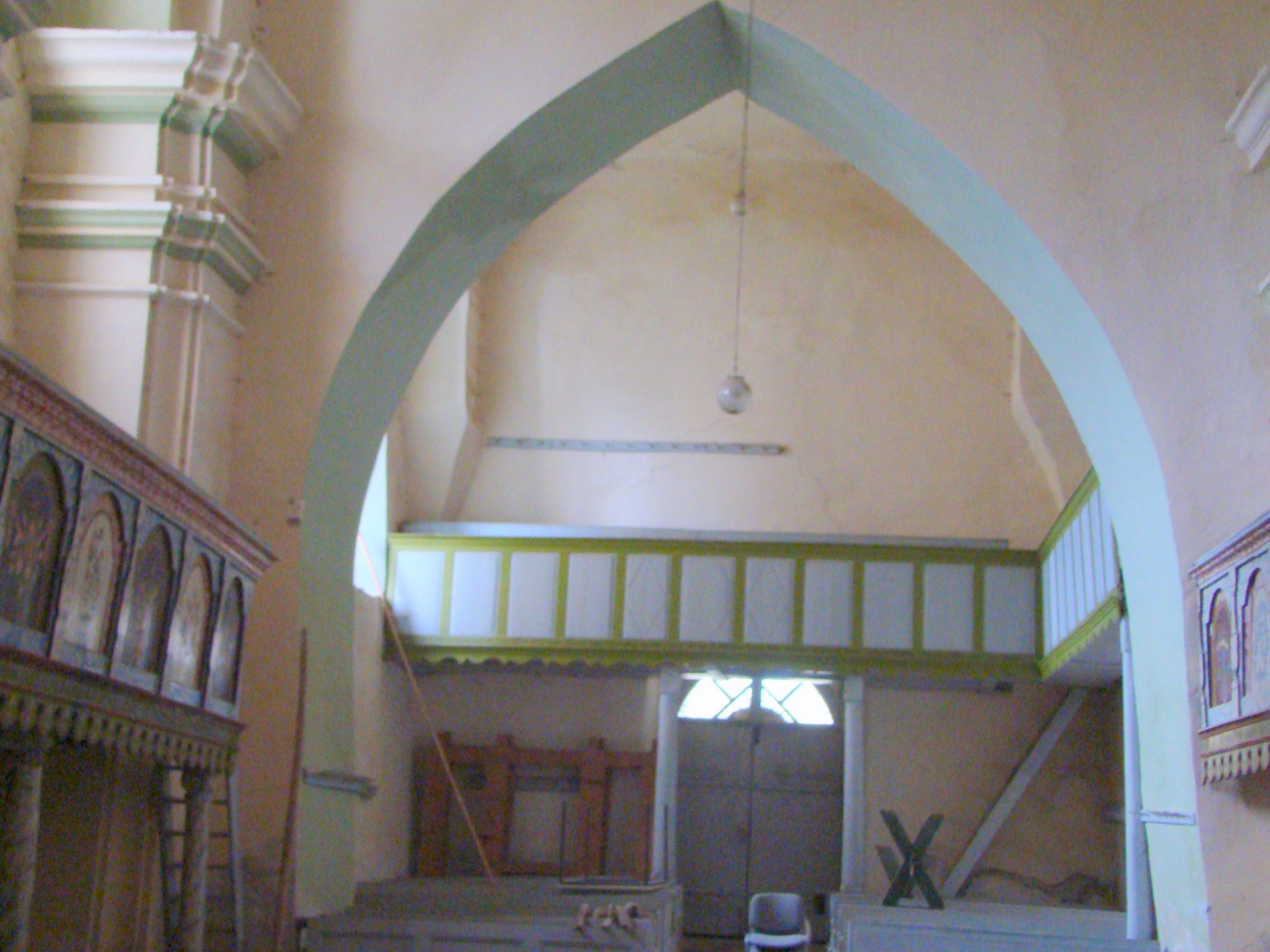